# Zalaegerszeg
Zalaegerszeg (németül: Egersee, horvátul: Jegersek vagy Jagersek; elterjedt rövidítése: „Zeg”) Zala vármegye székhelye, megyei jogú város. A Zalaegerszegi járás központjaként számos település tartozik a vonzáskörzetébe. Magyarország 17. és a Nyugat-Dunántúl negyedik legnépesebb települése.
Első írásos említése 1247-ből való Egurscugként, 1293-ban pedig már Egerszeg néven szerepel.
Kanizsa 1600-as elestét követően nőtt meg szerepe, fokozatosan Zala vármegye központja lett, mai fogalommal élve megyeszékhellyé válása a 18. századra tehető. Az 1920-as években kezdődött a város fellendülése, Czobor Mátyás polgármester hivatala alatt, közel 40 új utca nyílt, új köztemető, valamint szeretetház, bérlakások sora épült, bővült a közkórház is. 1929-ben Zalaegerszeg megyei jogú város lett.
Egyike Magyarország legvirágosabb, legzöldebb városainak, 2008-ban elnyerte a Virágos Magyarország program „Arany Rózsa” régiós díját.

## Fekvése
Zalaegerszeg földrajzi koordinátái é. sz. 46.84538° és k. h. 16.84721°. Zala vármegye székhelye, megyei jogú város. A Nyugat-Dunántúlon, a Zala folyó két partján, az osztrák, szlovén és horvát határtól megközelítőleg egyenlő távolságra (50–70 kilométerre), a Zalai-dombság tájegységben fekszik, a Göcsej kistáj szélén. Átlagos tengerszint feletti magassága 156 méter. A Balaton tőle keletre 45 kilométerre található. Budapesttől való távolsága közúton 213, vasúton 239 kilométer. A legközelebbi autópálya-felhajtó 50 kilométerre van, Balatonszentgyörgy mellett az M7-es autópályára.

## Természetföldrajzi adottságai

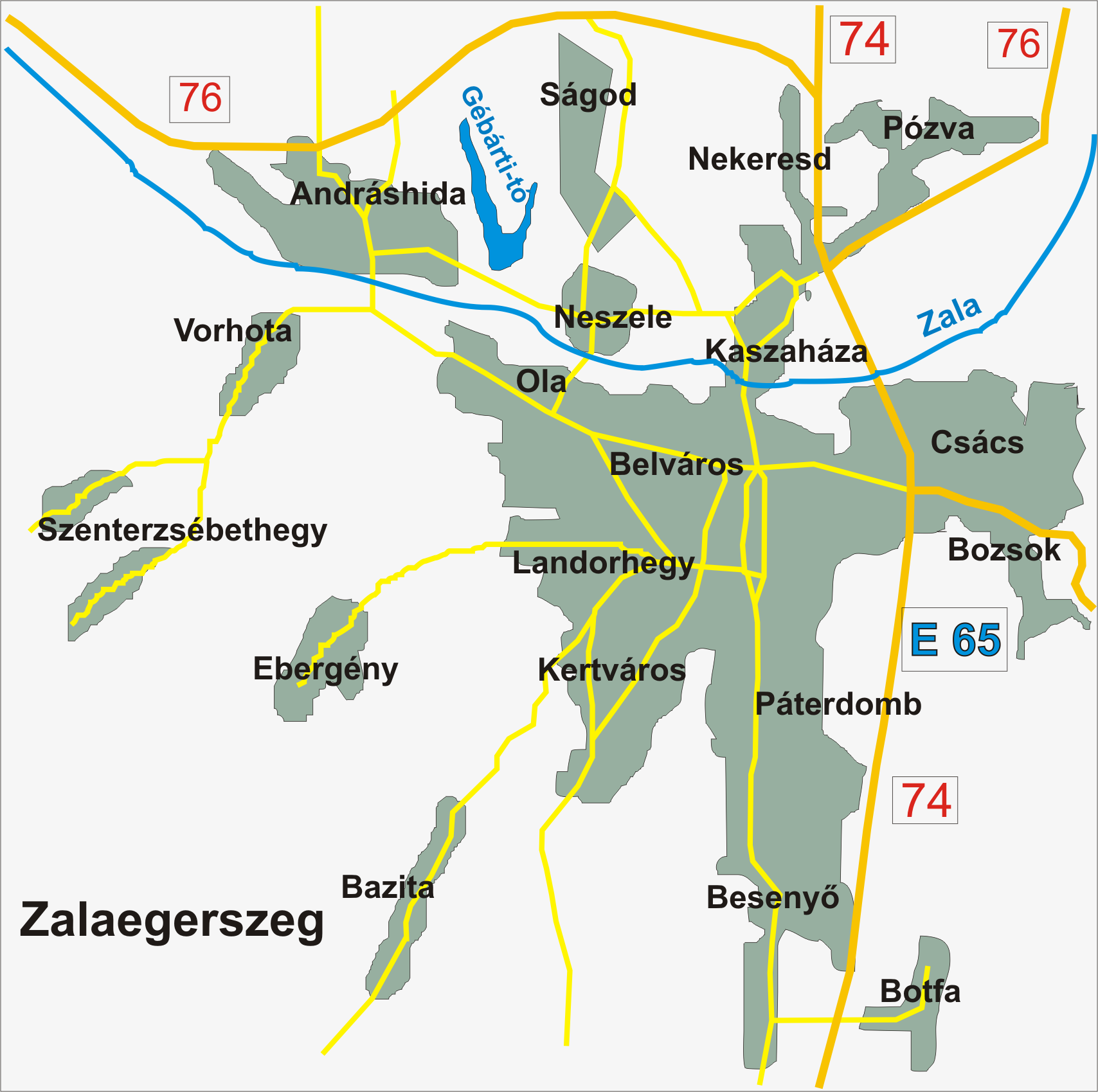
Zalaegerszeg vázlatos térképe

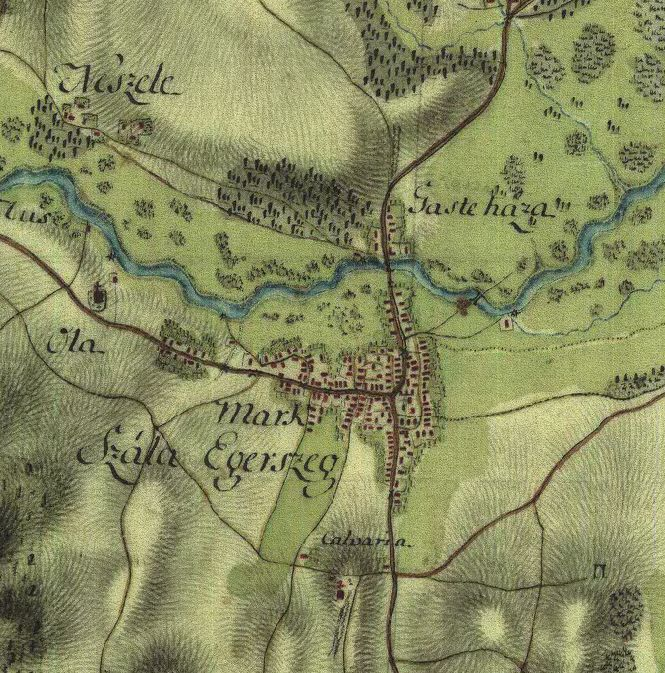
Zalaegerszeg az első katonai felmérés (1763–1785) térképén

A földkéreg vastagsága itt 25–27 km, a litoszféráé 60–80 km. A földtörténet során kiemelkedési és lesüllyedési periódusokban váltakozott a tengeri és a szárazföldi üledékképződés a területen. A pliocén kor legfontosabb eseménye a folyóvízi feltöltésből származó kavicsterületek kialakulása. A pleisztocén során lösz fedett be nagy területeket. A felszínen szinte kizárólag a legfiatalabb korú kőzetek találhatóak, a völgytalpakon azonban kibukkanhatnak a felső pannon korúak is.
A város a Zalai-dombság északi részén fekszik, három kistáj határán. A délnyugati városrészek már átnyúlnak a Göcsej területére, így ott a változatos kitettségű, erősen szabdalt 200-250 méter magas „hegyek” jellemzőek. Az északkeleti és keleti lejtők a legmeredekebbek, dél–délnyugat felé vályoggal fedett, fokozatosan alacsonyodó, derázió és geliszoliflukció által formált lejtők ereszkednek.
Az északi és középső rész a tektonikailag előre jelzett és kelet felé tölcsérszerűen kiszélesedő Felső-Zala völgyben foglal helyet. A völgy jobb oldalán mély, szűk völgyek, nehezen felismerhető teraszok, pannon agyaghoz kapcsolódó ó-holocén suvadások, baloldalt hosszabb, lankás, lösszel fedett lejtők voltak találhatóak. Az ember tevékenysége azonban majdnem teljesen átalakította őket letelepülésre alkalmasabb formákká.
A keleti városrészek a Kelet-zalai-dombság Söjtöri-hátához kapcsoló kisebb meridionális vonulatokon húzódnak.
A napfénytartam 1950–2000 óra/év között alakul, ami azonos szélességi körön levő magyar területekhez viszonyítva a legkisebb érték. Ez visszavezethető az 56-62%-os évi átlagos felhőzetre, amit az atlanti hatás erőssége okoz. Szélirányok közül az észak és dél irányú leggyakoribb, összesen kb. 30%, irányuk megtartására rásegítenek a meridionális völgyek. A szélcsendes időszakok szintén gyakoriak, mintegy 25%-nyiak.
Az évi csapadék mennyisége 800 mm körül alakul. A hótakarós napok átlagos száma 45.
Az agyagos, vályogos részeken adottak a lehetőségek a sűrű vízhálózat kialakulásához, amely Magyarországon a legsűrűbbek közé tartozik. Ezzel összefüggésben a völgysűrűség is igen nagy. Elősegítette a völgyek képződését a laza felszíni kőzet és a terület negyedidőszaki kiemelkedése is.
A domborzat tagoltsága azonban nem kedvezett nagy vízfolyások kialakulásának, így a legnagyobb, a Zala is csak patakméretű Zalaegerszeg környékén. A terület erózióbázisaként ez gyűjti össze a kisebb csermelyek vizét. Megemlíthető ezek közül a Válicka, amely dél felől folyik a Zalába.
A város területén több kisebb-nagyobb tó található. A legjelentősebb az 1975-ben mesterségesen létrehozott Gébárti-tó. Pózva városrészben a kavicsbányák felhagyása után horgásztavakat alakítottak ki.
Zalaegerszeg környékén kétféle növénytársulás jellemző: a völgyekben vízparti rétek, fűz- és égerligetek jellemzőek. A magasabban fekvő területeken gyertyános és kocsánytalan tölgyesek, zalai bükkösök, cseres tölgyesek találhatóak, gyakori még a szelídgesztenye előfordulása is. A város belterületén csak parkok mutatják a régi gazdag erdők emlékét. (Béke-liget, Dózsa liget, Parkerdő)
A Zalai flóratartományhoz kötődő állatállomány nem különbözik a magyar átlagtól, jellemzően nagyvadakból áll (szarvas, őz, vaddisznó) és kevés különleges állatfajnak ad otthont. Gazdasági jelentőséggel bír e vadállomány, mind a vadhús, mind a bérvadászat tekintetében. Híresek a zalai szarvastrófeák, már több világbajnoki érmet kiérdemeltek.
Gyenge minőségű talajok alakultak ki a város környékén, amelyek közül a legjelentősebbek az agyagbemosódásos barna erdőtalajok. Ezen adottság miatt nagy területeket hasznosítanak még a város határain belül is szőlőhegynek, ahol az igénytelenebb fajták megteremnek.

## Környezeti állapot
A város levegőminőségét a közlekedés befolyásolja a legnagyobb mértékben, ezen belül is a porszennyezés okozza a legnagyobb problémákat. A nehézipari létesítmények hiánya miatt nem jelentős az ipari eredetű szennyezés. Egyedüliként a MOL helyi olajfinomító üzeme, amely kén-dioxid, szén-monoxid, nitrogén-oxidok, valamint korom tekintetében jelentős szennyező. A termelés során keletkezett szennyvíz tisztítás után a Felső-Válickába és az Avas-árokba kerül. A MOL tevékenységének folyamatos racionalizálása eredményeként a Zalai Finomítóban 2001-ben megszűnt a kőolaj-feldolgozás, ma már elsősorban speciális bitumenek készülnek itt.
A zajszennyezés szintén a közlekedés a problémák fő forrása az Állami Népegészségügyi és Tisztiorvosi Szolgálat elemzése alapján. Az elkerülő utak megépítésével ugyan a belváros terhelése csökkent, de mivel a tranzitforgalom az összes forgalomnak csak 20-30%-át tette ki a probléma végleges megoldására még várni kell. A nagy forgalmú belvárosi útszakaszokon a terhelés csúcsidőben rendszeresen meghaladja a megengedett határértéket. Emiatt folyamatosan napirenden van egy sétálóutcás, csendes belső terület kialakítása a Kossuth utcában és környékén, ez azonban rendkívül nehezen megvalósítható a gyakorlatban, mivel a város észak-dél irányú belső útjai szűkek (jellemzően egyszer kétsávosak és egyirányúsítottak), és a viszonylag sűrű beépítés miatt nem is bővíthetők. A Kossuth Lajos utca a Széchenyi tértől a Kisfaludy Sándor utcáig díszburkolatot kapott, és ezen szakaszon 30 km/h-s sebességkorlátozást vezettek be, valamint korlátozták a parkolási lehetőségeket, melyet a védett öblök és a Berzsenyi – Kosztolányi utcák sarkán megépült új parkolóház vett át. Ez közepes mértékű tehermentesítést jelent a Kossuth utcában és annak környékén lakóknak, azonban vásárlók elvesztését jelent(het)i a főutcán található üzleteknek, ahonnan a külső területeken megnyílt új bevásárlóközpontokba helyeződhet át a tartós cikkek vásárlásának központja.
A város ivóvízellátását 34 kútból oldják meg, amelyek többségéből magas vastartalmú vizet nyernek. A víznyerőhelyek szennyeződés elleni védelme nem kellően megoldott, a jövőben nagy valószínűséggel a mai keleti oldali túlsúly áthelyeződik a nyugati oldalra a kutak elhelyezkedését tekintve. Uniós forrásokat is felhasználva negyvenkét település összefogása nyomán több ütemben modernizálták a szennyvíz- és csatornahálózatot 2004-től kezdve.
A városban a közhasználatú zöldterületek nagysága közel 5 millió m², amely jelentősen meghaladja az országos átlagot. 2007-ben 74 játszótér volt a városban.

## Története

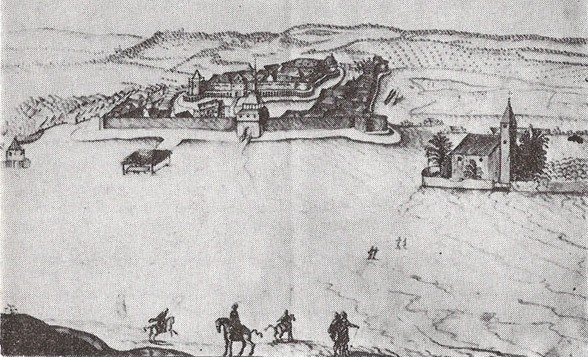
Metszet az egerszegi várról, 17. század

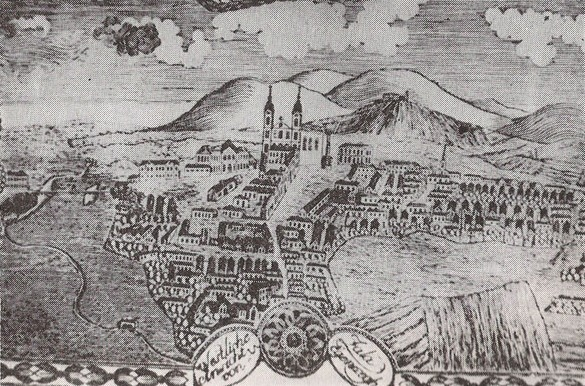
Metszet Zalaegerszegről, a 19. század eleje

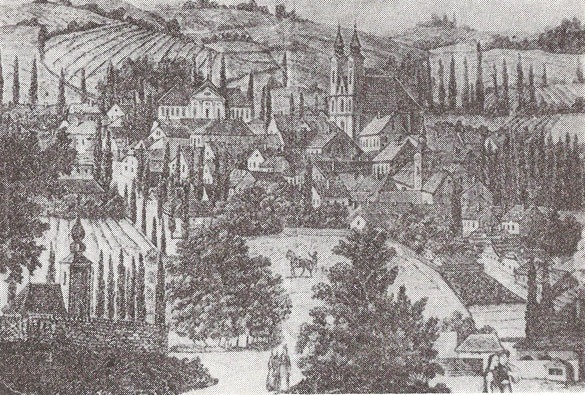
Metszet Zalaegerszegről, a 19. század közepe

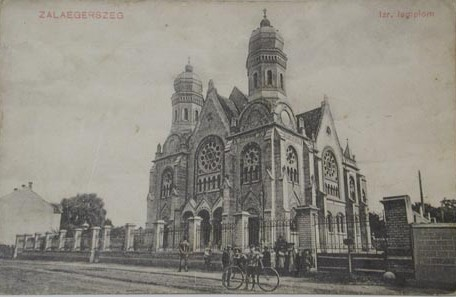
A zsinagóga 1912-ben

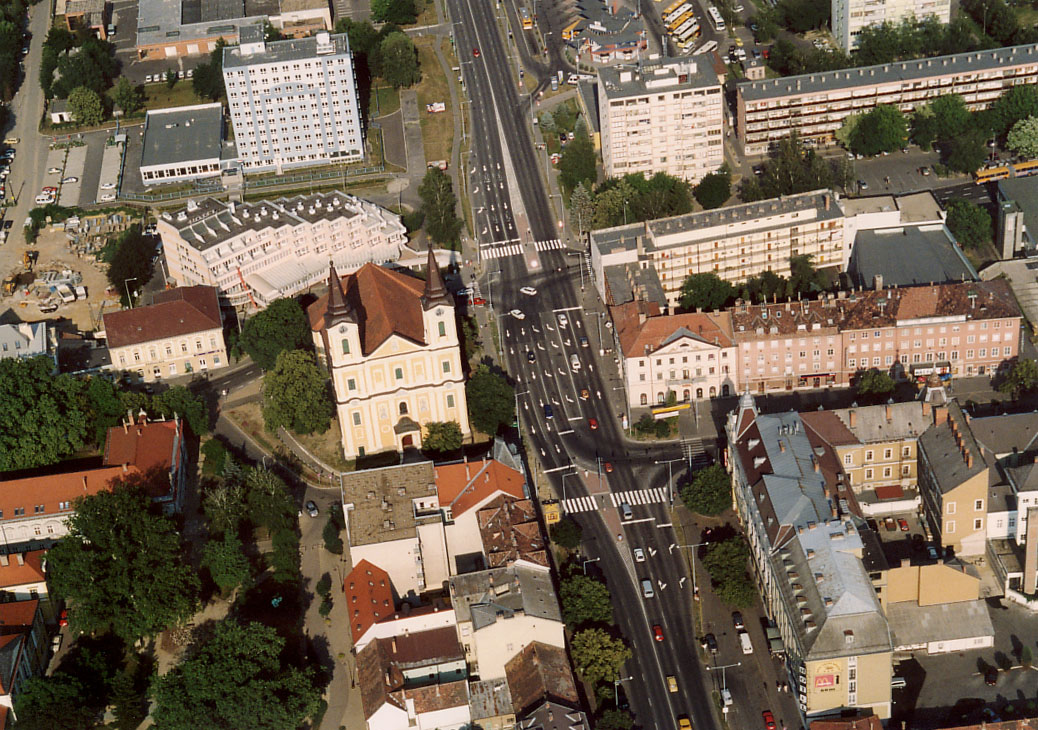
A Mária Magdolna Plébániatemplom, mögötte az egykori Hotel Balaton és a NAV Zala megyei igazgatósága

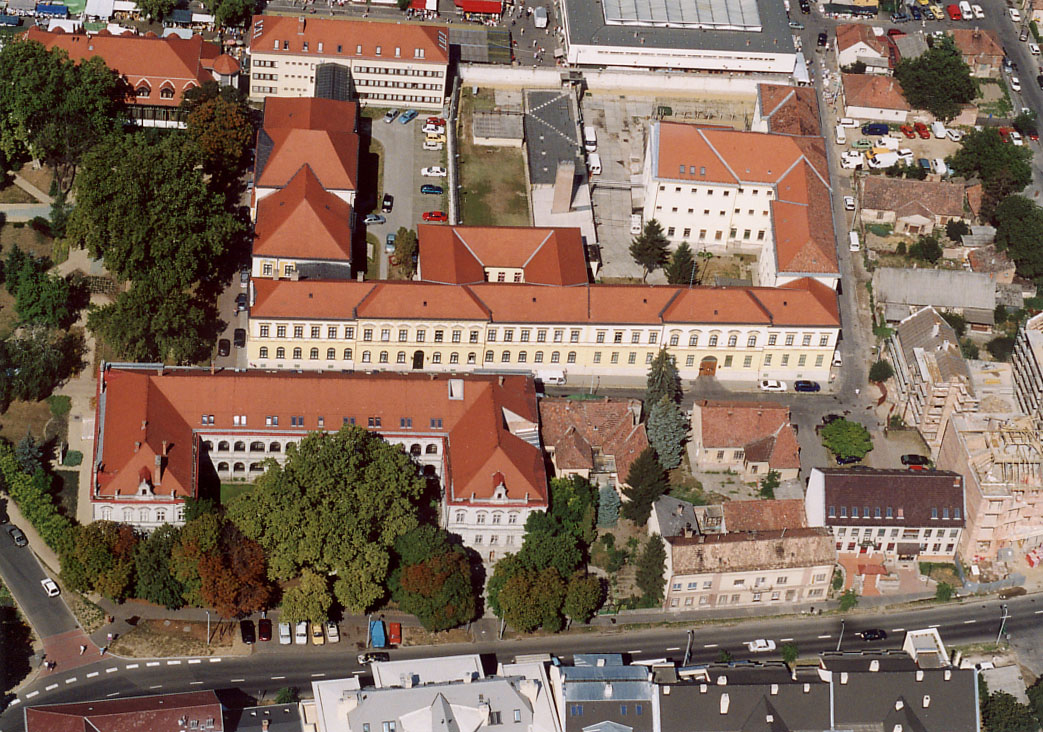
A Zalaegerszegi Törvényszék és a Zala Vármegyei Büntetés-végrehajtási Intézet épülete. A kép felső részén a Vásárcsarnok látható

### A város fekvése
Zalaegerszeg két folyó összefolyásánál található, halakban, vadakban gazdag vidék volt. Talán ennek köszönhető, hogy már az i. e. 7. évezredben, a felső paleolitikumban található itt település, amely egész Zala vármegyében az egyedüli ókőkori lelet. A következő időszak, amikorról maradtak leletek a városban, a rézkor. A régi ruhagyár elhagyott területén felfedezett, az azóta már teljesen befedett Vizsla-patak mellett megtelepedett, lengyeli kultúrához tartozó település ebből a korból datálható.

### Aközépkor
A vaskorból kelta nyomokra lehet bukkanni, amilyenből Dél-Zala területén sokat, északon alig találni. Ebből arra a következtetésre lehet jutni, hogy Zalaegerszeg ekkor egy fontosabb út mellett állt, és ezt ellenőrizte a kelta lakosság.
Az ezt követő időszakokból származó leletek száma elenyésző, így valószínűleg semmilyen település nem volt ez idő tájt a területen.
A település első írásos említése 1247-ből való, egy a veszprémi káptalan által kiadott oklevélben Egurscugként, 1293-ban pedig már Egerszeg néven. 1266-ban IV. Béla a veszprémi káptalannak adta a területet, így Egerszeg először egyházi birtok lett. Mivel a földesúr távol élt a területtől, így a bevételek nem mindig jutottak el hozzá, sokszor a környékbeli nagyurak, elsősorban a Kőszegiek vagyonát gyarapította. A 14. század során Egerszeg a környék legnagyobb települése volt, a legtöbb adót fizette.
1368 és 1389 között rövid időre a király tulajdonát képezte, majd Luxemburgi Zsigmond a Kanizsaiaknak adományozta, akik azonban azt elcserélték Szepetnek községért a veszprémi püspökkel. Így Zalaegerszeg egészen 1848-ig egyházi birtok maradt. A település határainak kijelölése 1381-ben történt, kőtemplomot is ekörül kapott a község. Ekkor a mérete mintegy kétszerese volt a környező településekének.
1421-et követően a település mezővárosi kiváltságokat kapott, egy összegben tartozott a földesúrnak adót fizetni, részleges önbíráskodása lett. Ezek a különleges jogok gyorsan gyarapították a lakosság számát, mivel a környező településekről megindult a bevándorlás. A 16. században már a legtöbb megyegyűlés itt zajlott.

### A török korszak
Az 1530-as évek felé a város fejlődése megtorpant, mivel folyamatos támadások érték, elsősorban a környező területek földesurai fosztogatták a meggyengült központi hatalmat kihasználva. 1568-ban indult meg a város erődítése a török támadás visszaverése érdekében. A településen vár épült, amelyet elsősorban a környező mocsarak védtek. Az első sikertelen támadás a város ellen az 1570-es évek végén indult. Kanizsa 1600-as elestét követően megnőtt Egerszeg szerepe: a török ellen felépült sok apró zalai végvár irányítását innen szervezték. A települést védő vár azonban nem bizonyult jó védelemnek, egy 1616-os török portya súlyos károkat okozott a városban. 1647 októberében Kerpacsics István (fl. 1636-1659) zalaegerszegi várkapitány bontatta le és építtette újjá az egyik elöregedett bástyát, majd 1649 szeptemberében egy másik leomlott bástya helyreállítására a gratuitus laborral (ingyenes szolgálattal) tartozó környező falvak lakosságát hajtatta a várhoz katonáival. Egy évvel később pedig Egerszeg híd előtti nagy bástyája, végül 1652 márciusában megint egy bástyája dőlt le, melyet az alapjaitól kellett felépíteni. 1654. június 13-án Eördögh István alispán járt Egerszegen, és azt tapasztalta, hogy a Kaszaháza felőli bástyától induló palánk ledőlőben van. Kerpacsics a várkapitánya volt 1647 és 1657 között; felesége, Buzád-Hahót nembeli csányi Csány Katalin úrnő, csányi Csány Imre (fl. 1592–1652), földbirtokos és pölöskefői Eördögh Katalin asszony leánya volt. Kerpacsics IStván várnagy és Csány Katalin frigyéből két leány származott: Kerpacsics Katalin, akinek a férje, szenttamási Bertalan István, szenttamási földbirtokos (1673. május 16-án Zala megyei alszolgabíró, majd 1686-ban Vas vármegyei esküdt), és Kerpacsics Dorottya, akinek a férje, nemes Bán István, söjtöri, tófeji, és teskándi birtokos. Végül 1664-ben rövid időre a vár is török kézre került. Más tekintélyes törökverő nemesei között említésre méltó szenterzsébeti Terjék Miklós, aki 1642 és 1646 között egerszegi lovashadnagy volt, valamint ákosházi Sárkárny Gábor, és tarródi és németszecsődi Tarródy Mihály lovashadnagyok is.
A törökök mellett más súlyos terhek is sújtották a lakosságot. A városban többször pusztított pestisjárvány. Emellett az adózás is sokkal kellemetlenebb volt az itt élőknek: mind a kanizsai török, mind a végvári katonák jelentős adóterheket szedtek. Cserébe a földesúri szolgáltatások díjmentesek voltak. Ezt a jogot egy ideig még sikerült érvényesíteni.

### A 18. század
Zalaegerszeg mai fogalommal élve megyeszékhellyé válása a 18. századra tehető. Ez idő tájt a megyegyűlések mintegy 75%-át itt tartották. A megye perifériáján lévő település megyeszékhellyé válásának több oka is van. Szerepet játszhatott a történelmi hagyomány, mely szerint hagyományosan Egerszegen tartották a korábbi gyűléseket is, a város a török hódoltság idején fontos megyei központtá vált, ám a legfontosabb érdeme a helynek, hogy a többi Zala vármegyei várossal ellentétben nem egy uradalom központja volt, így elkerülhetővé vált a helyi földesurak „rátelepedése” a megyegyűlésre. Még egy indok volt a város mellett, hogy a környéken több nagy nemesi család is élt, mint a Heteldyek vagy a Forintosok. Végül Egerszeg 20 600 forintos adománya, valamint a megyeháza (ma a Zalaegerszegi Törvényszék épülete) 1730 és 1732 közötti megépítése egyértelműsítette a város közigazgatási központi jellegét. A sidi Sidy család sarja, idősebb Sidy Pál (fl. 1707–1747), az egerszegi járás akkori alszolgabírája, földbirtokos, a megyének e célra 1729-ben kinevezett építési biztosa lett, aki az építkezéssel járó munkálatok vezetésével és ellenőrzésével, valamint a pénzkezeléssel felügyelt. Az építkezés közben azonban egy kis incidens is történt. Nevezetesen a régi vár területe a veszprémi püspöknek mint a város akkori földesurának tulajdonát képezte, és a vármegye minden szó és kérdés nélkül elkezdte az építést. Acsády Ádám veszprémi püspöknek nem tetszhetett a dolog, de kikötni a vármegyével mégsem akart; megelégedett avval, hogy átirt a megyéhez és szemükre vetette a karoknak és rendeknek, hogy az építésről nem értesítették.
A 18. századi városképre jellemző, hogy egy jó darabig egyetlen kiemelkedő épület a barokkos megyeháza. Az 1760-as években épült az akkor monumentálisnak számító templom, illetve egy kaszárnya kőépülete. Az egyetlen polgári kőházban egy patika működött. A város legtöbb háza azonban továbbra is jellemzően tűzveszélyes, szalmával fedett vályogház volt, így a város történetében sok tűzvész pusztított. 1777-ben a szombathelyi püspökség kezelésébe került a város (addig a Veszprémi püspök fennhatóság alatt volt). A legnagyobb tűzvész 1826. július 18-án és július 29-én volt a városban, a zsúpos és oromtetős házak szinte egy pillanat alatt leégtek. Még ebben az évben Póka Antal mérnök tervei alapján már tégla- és kőházakból építették újra a maival megegyező szerkezetű belvárost.

### A reformkor és a szabadságharc
A városban a 19. század elejéig a kereslethez mérten nagyon kevés iparos és kereskedő élt, mivel a földesúr regáléjoga miatt szinte lehetetlenné vált a működésük. Az 1830-as évekre jelentősen megnőtt a városba költöző izraeliták száma, 1836-ra már mintegy 10%-ot tettek ki a zsidó vallásúak az amúgy római katolikus többségű össznépességből, ám ezek a családok se lendítették fel a város kereskedelmét. Így míg a város közigazgatásilag tagadhatatlanul a megye központja volt, gazdaságilag nem lett túl jelentős, a kulturális élet és művelődés terén pedig alig tudott mit felmutatni az akkori székhely: mindössze két elemi iskola működött a mintegy 3500 fős városban. A megye kulturális központjai ekkor Kanizsa és Keszthely voltak, ahova az egerszegiek csak nagy költségek árán juthattak el tanulni.
A reformkorban az újabb politikai változásokat tárgyaló Zala vármegyei közgyűlések többsége Zalaegerszegen zajlott. Az 1848-as forradalomban a városnak viszonylag kevés katonai szerep jutott, a szabadságharcban a város 1848. december 31-ei megszállását követően nagyobb megmozdulás nem történt. A város számára leginkább az a szerepe jutott, hogy a közgyűlések és majd a szabadságharc kitörése után a vármegyei állandó bizottmány ott székelt és onnan irányította a forradalmi ügyeket. 1848. március 21-én Zalaegerszeg város közgyűlése – pesti mintára ideiglenes polgári őrség (nemzetőrség) felállítását határozta el. Többen a közgyűlés tagjai közül azonnal beléptek a nemzetőrségbe, így tett csáfordi Csillagh László, nemes Koppány Ferenc és besenyői és velikei Skublics István. 1848. december 30-án a Zalaegerszeg melletti Bagodot elfoglalták a császári seregek. Csáfordi Csillagh Lajos (1789–1860) zalai első alispán, és egyben az 1848-as zalai állandó bizottmány elnöke az ellenség közeledésének hírére a jegyzővel és a megyei pénztárral együtt Zalaapátiba menekült Zalaegerszegről. 1848 szilveszterén, báró Burits János császári altábornagy csapatai elfoglalták Zalaegerszeget, és levelet írt a Zalaapátiban tartózkodó alispánnak, hogy 24 órán belül térjen vissza a hivatalába a többi tisztviselővel együtt, különben lázadónak tekintik őket. 1849. január elsején Zalaapátiban tartották tanácskozásukat a megyei bizottmány tagjai, és úgy döntöttek, hogyha a személyes biztonságát biztosítják, megengedik a további tevékenységüket, visszatérnek hivatalukba. Erre Burits tábornok boldogfai Farkas Imre (1811–1876) főszolgabíróval ismételten üzent Zalaapátiba, miszerint a személyes szabadságukat meghagyja nekik, de kizárólag akkor, ha azonnal megérkeznek. Az állandó bizottmány tagjai a visszatérés mellett döntöttek; 1849. január 2-án Zalaegerszegre érkeztek.

### Az osztrák-magyar monarchia

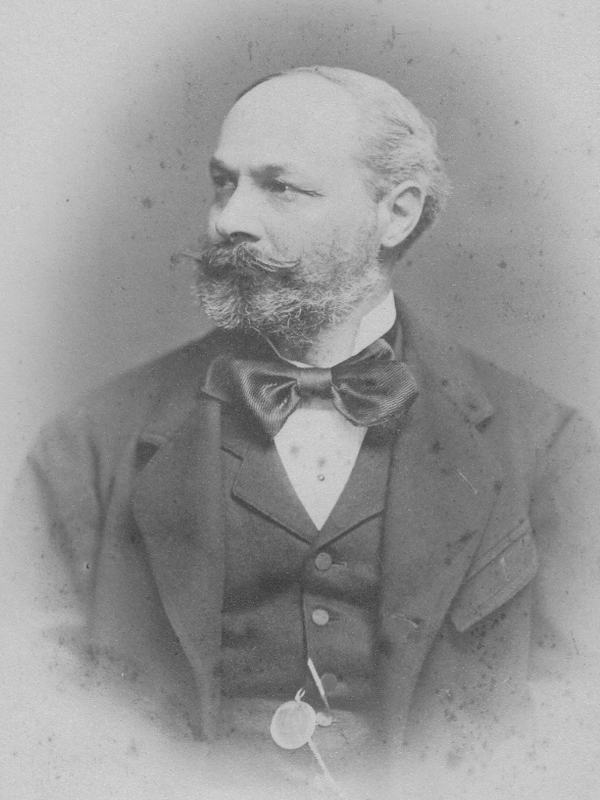
Csengeri Háczky Kálmán (1828–1904), 1848-as honvéd főhadnagy, országgyűlési képviselő, a Zala Megyei Gazdasági Egyesület elnöke, Zala vármegyei közigazgatási bizottság tagja, földbirtokos

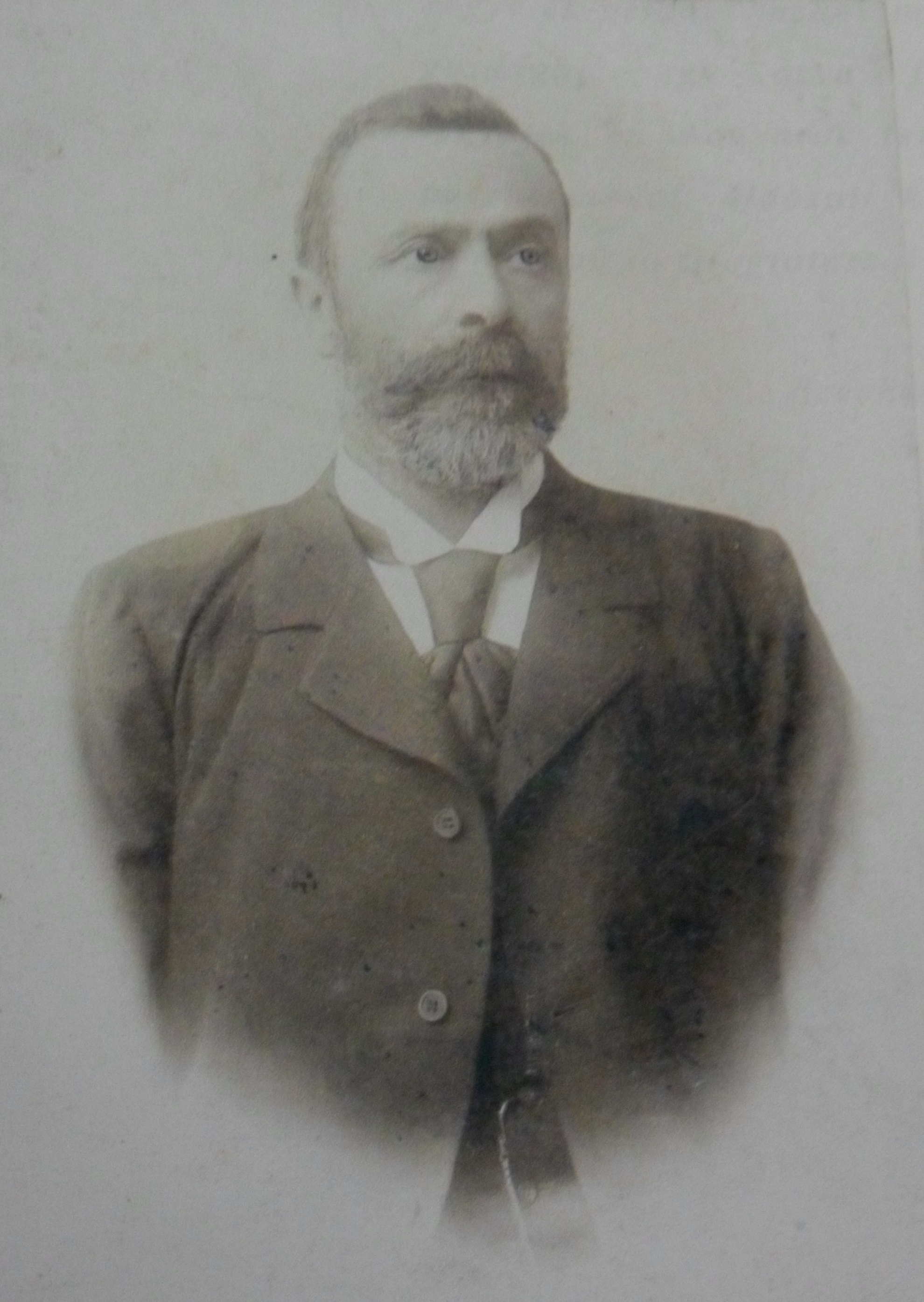
Udvardi és básti Udvardy Ignác (1848–1920) zalaegerszegi felső kereskedelmi iskolaigazgató, a Zalamegye újság lapkiadója és tulajdonosa, a Zalaegerszegi Takarékpénztár Részvénytársaság elnöke

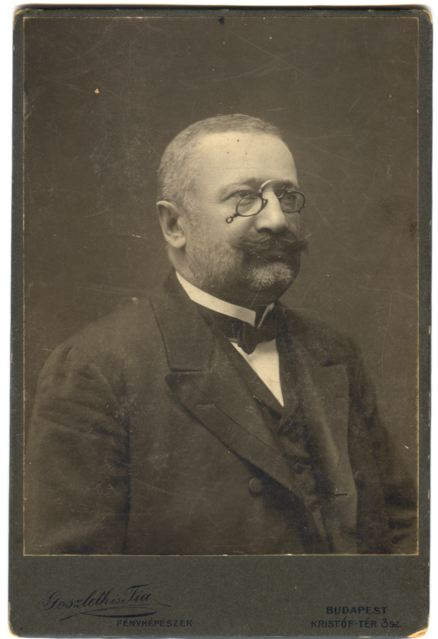
Boldogfai Farkas József, négy ízben a Katolikus Néppárt országgyűlési képviselője; Zalában ennek a pártnak lelkes szervezője és támogatója

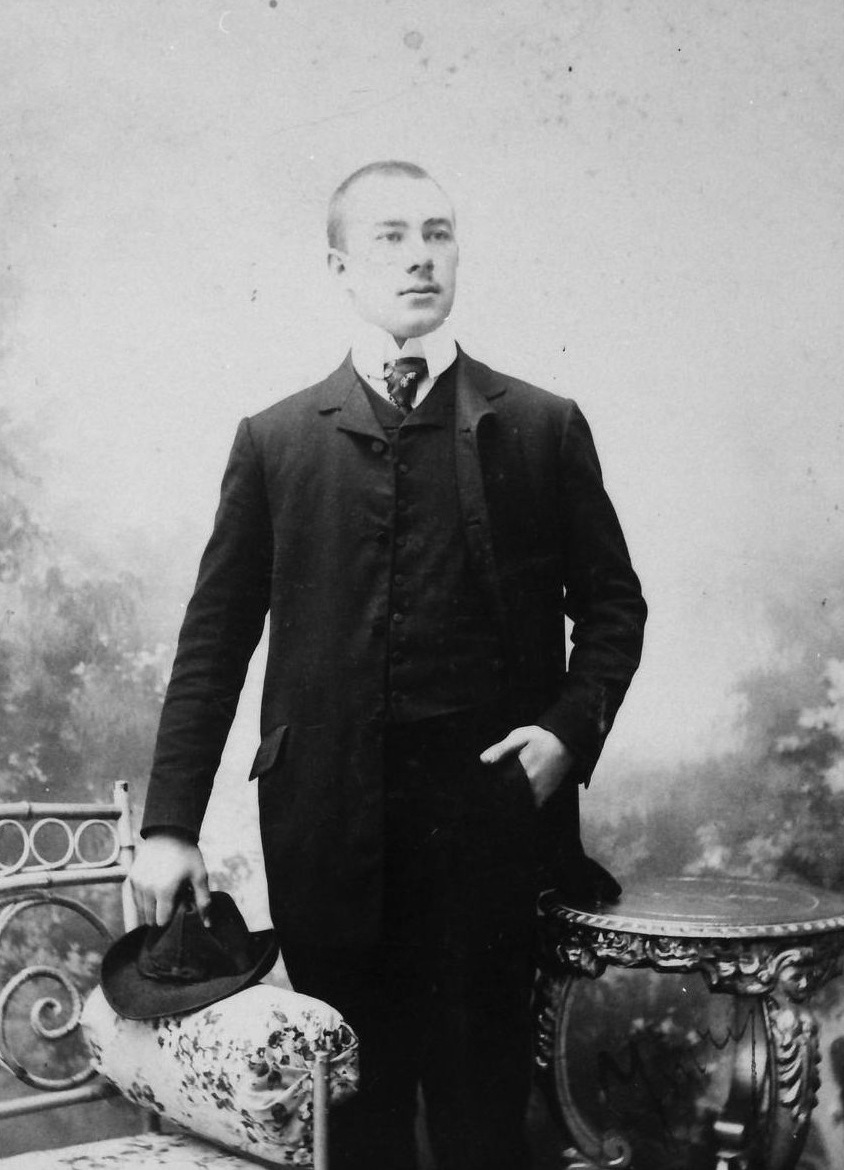
Dr. udvardi és básthi Udvardy Jenő (1880–1941), magyar királyi kormányfőtanácsos, Zalaegerszeg tiszti főügyésze, a legitimista zalamegyei Magyar Férfiak Szentkorona Szövetségének az alapító elnöke.

Alig öt évvel a Kiegyezés előtt, 1861. március 5-én, a Zalavármegyei Gazdasági Egyesület jött létre nyírlaki Tarányi-Oszterhuber József elnöklete alatt. Az egyesület tevékenységét alapító elnökéhez méltóan megszakítás nélkül folytatta a vármegye mezőgazdaságának fejlesztése és a gazdaérdekek védelme terén, úgyannyira, hogy már 1876. évben Zalaegerszeg főutcáján ingatlannal (kertészeti, gyiimölcsészeti célokra) és saját közgyűlési teremmel ellátott székházzal rendelkezett. Az egyesület különösen súlyt helyezett mindig arra, hogy a kisbirtokosok mezőgazdasági tudását és kultúráját emelje. Az egyesület látta el a törvényhatósági vármegye mezőgazdasági bizottságának teendőit a mezőgazdasági kamarai törvény életbeléptéig és ezen bizottság előadója az egyesület mindenkori titkára volt.
Az 1870-ben hozott községi törvény alapján megszűnt a mezővárosi jogállás, és a volt mezővárosoknak választaniuk kellett a nagyközségi és a rendezett tanácsú városi szervezet között. Az utóbbi nagyobb önállóságot, de egyben nagyobb adóterheket is jelentett, mert a városi közigazgatás többletterheit helyi bevételekből kellett fedezni. Zalaegerszeg a nagyközségi szervezetet választotta, amit sokan súlyos presztízsveszteségként értékeltek a városi rangot választó Nagykanizsával szemben. Végül másfél évtized múltán Tisza Kálmán belügyminiszter erőteljes nyomására a nagyközség képviselő-testülete és adófizetői kérelmezték a várossá alakulást, amit a miniszter azonnal jóváhagyott, és 1885. május 13-án Zalaegerszeg rendezett tanácsú várossá alakult. A 19. század végi helyi közélet fő gondja a megye másik városával szembeni lemaradás behozása volt.
Deák Ferenc szobrát 1879. szeptember 1-jén állították fel, Vay Miklós alkotása. A legelső Deák-szobor volt Magyarországon. A fekete márvány alapzaton álló bronzszobor az ország legjobban sikerült Deák-szobra. Az arcmodell is azon kép után van mintázva, amelyet Deák a legjobbnak ismert el. Vay Miklós alkotása a szobor, körülbelül 13 ezer forintba került a talapzattal együtt. A költségekhez a Vármegye Nemesi Pénztára majdnem felerészben járult. Az ünnepi beszédet Svastits Benő zalai alispán mondotta.
1887-ben a településhez csatolták a kereskedelmi szempontból fontos Olát.
Felvetetett Zalaegerszegen 1887. május 1-jén a Zala Megyei Gazdasági Egyesület háza nagytermében a szentiván-zalaegerszeg-alsólendva-csáktornyai vasút útvonala megtervezése. Csengeri Háczky Kálmán (1828–1904), a Zala Megyei Gazdasági Egyesület elnöke, a zalaegerszeg-szentiváni helyiérdekű, vasútügyi érdekeltség végrehajtó bizottságának elnöke is lett. 1890. október 19-én az Ukk–Csáktornya vasútvonal megépítése befejeződött és ezzel a város bekapcsolódott az országos vasúthálózatba. A nagy zalaegerszegi ünnepségen Baross Gábor kereskedelmi miniszter is jelen volt, akinek fontos szerepe volt a Csáktornya—ukki helyi érdekű vasút létesítése körül.
1895-ig új gimnáziumot, városházát, szállót, óvodát, pénzügyi palotát, téglagyárat kapott a város. 1891-ben épült a Zala Megyei Levéltár mai épülete, akkor még a főispáni hivatal számára. Stílusa eklektikus, reneszánsz díszítőelemekkel. A bejárat fölött, a homlokzaton a vármegye régi címere látható.
A nagy fejlesztések közben a város alaposan eladósodott, így Kovács Károly (1839–1904), Zalaegerszeg első polgármestere még ugyanebben az évben (1895) lemondott. 1895. december 12-én Zalaegerszeg Rendezett Tanácsú Város Képviselő-testülete közgyűlésén Botfy Lajost, Zala vármegye eddigi első aljegyzőjét, megyei tiszteletbeli főjegyzőt élénk éljenzések mellett közfelkiáltással, egyhangúlag Zalaegerszeg rendezett tanácsú város polgármesterévé választotta. 1900. június 9-én Botfy Lajos polgármester váratlanul elhunyt. A következő zalaegerszegi polgármester várhidi Várhidy Lajos (1871–1940) lett. Ő alapította meg a Városszépítő Egyesületet, fasorokat ültetett, megoldotta az utcák szintezését, lejtezését, és próbálta a századelő kívánalmainak megfelelően modernizálni Zalaegerszeget. Tizenhat utca kapott új elnevezést nemzeti nagyjainkról, Várhidy ugyanis élen járt abban, hogy történeti eseményekről vagy személyekről nevezzenek el utakat. Az ő ideje alatt került felavatásra a zsinagóga, ekkor történt a város villamosításának jó része – ami miatt sokan támadták is –, megépült továbbá az evangélikus templom. Rendszerezte a város levéltárát, és sor került az első várostörténeti munka megírására is. 1907 októberében Várhidy Lajos lemondott. 1908 januárjában Árvay Lajos zalai alispán elnökletével volt a városi képviselőknek gyülése, ahol közfelkiáltással megválasztották dr. Korbay Károly ügyvédet zalaegerszegi polgármesternek.
1872-ben Zalaegerszeg város képviselő-testülete az iskola megteremtése érdekében megkereste a vármegye törvényhatósági bizottsági gyűlését. A megye a város kérését jogosnak ítélte, és bizottságot küldött a költségek gyűjtéssel történő előteremtésére. Ilyen előzmények után 1874. január 3-án nyílt meg ünnepélyes keretek között a Zalaegerszegi Polgári Fiúiskola, amelynek I. osztályába a népiskola IV. osztályának elvégzése után lehetett jelentkezni. Az első igazgatója, udvardi és básti Udvardy Ignác (1848–1920), aki később a Zalamegyei újság lapkiadója és tulajdonosa, Zala vármegye bizottsági tag, a Zalamegyei Gazdasági Egyesület tagja. 1906-ig töltötte be az iskolaigazgatói posztot és nyugalomba vonulása után a Zalaegerszegi Takarékpénztár Részvénytársaság elnöke lett.

### 20. század

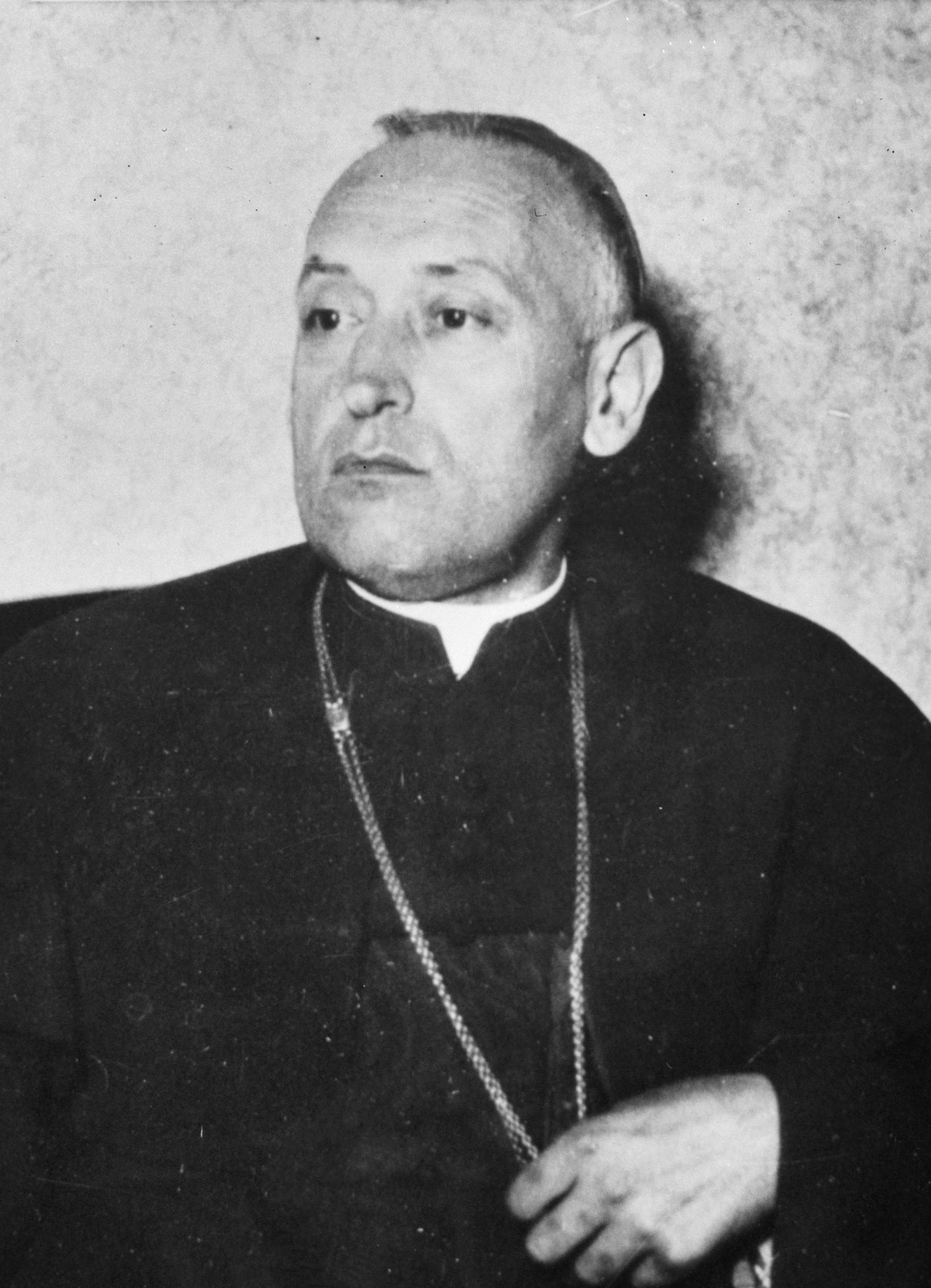
Mindszenty József (1892–1975) Esztergom érseke, Magyarország utolsó hercegprímása, 25 évig a zalaegerszegi plébános 1919. Október 1-je és 1944. március 4-e között

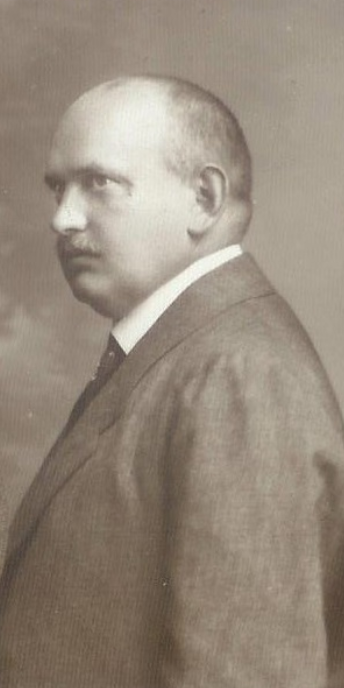
Fangler Gyula (1881–1945) zalaegerszegi fűszerkereskedő, a Zalaegerszegi Kereskedelmi Kör elnöke, a Zalamegyei Kereskedők Kör tagja, a zalaegerszegi katolikus hitközség képviselőtestületének és a Katolikus Férfiliga tanácsának a tagja, a legitimista Magyar Férfiak Szentkorona Szövetsége Zala megyei fiókjának az ellenőre

Az 1974–1989 között használt címer

Az Olaszországból származó Morandini család építész, építőmester tagjai Zala megyét választották. Morandini Tamás (1869–1921), Zalaegerszegen lakott és igen nagy presztízzsel rendelkezett. A Morandini család vállalkozói, tervezői pályafutásuk emlékét ma is álló középületek, római katolikus és evangélikus templomok, zsinagóga, egykori városháza, kórházak, laktanyák, lakóházak őrzik a történelmi Zala megyében, Somogyban és Horvátországban.
A 20. század eleje már kevesebb fejlődést produkált, így elmondható, hogy Zalaegerszeg ismét elmaradt a környék megyeszékhelyeitől.
A posta által működtetett zalaegerszegi telefon azonban csak 1904. november 1-én kezdett működni Zalaegerszegen, és 1931. szeptemberében új telefonközpontot adtak át.
1904-re készült el a bizánci stílusban emelt neológ zsinagóga (ma Városi Hangverseny- és Kiállítóterem). Eredetileg, 1901. december 12-én boldogfai Farkas József (1857–1951) országgyűlési képviselő vezetett egy küldöttséget Budapestre, amely Wlassics Gyula vallás- és közoktatás minisztertől személyesen kérte, hogy támogassa az izraelita imaház építését Zalaegerszegen, ahhoz a tényhez folyamodván, hogy a miniszter mint zalaegerszegi szülötte jól ismeri a hitközség helyzetét. 1909-ben megyei börtön (ma: Zala Megyei Büntetés-végrehajtási Intézet) létesült a városban.
1919. október 1-jén Zalaegerszegre, a Mária Magdolna-templomba Pehm (Mindszenty) József (1892–1975) kapott plébánosi kinevezést. A rendkívül tevékeny Pehm apátplébános fontos szerepet játszott a helyi zalaegerszegi közéletben és a hívek körében. Felépíttette a zalaegerszegi Jézus Szíve ferences templomot és egy kolostort. A templomot 1925 júniusában kezdtek építeni az utolsó magyar király, Boldog IV. Károly (1887–1922) emlékére, ami egyedülállóvá teszi a világban. Az ünnepélyes felszentelése 1927. szeptember 25-én történt meg. A szószéket Zita királyné ajándékozta a templomnak. 1950 nyarán a szerzetesrendektől megvonták a működési engedélyt, a rendházat államosították, így a zalaegerszegi ferencesek helyett az épületbe a megyei hadkiegészítő parancsnokság költözött. 1925-ben a Zalavármegyei Gazdasági Egyesület igazgatóválasztmányába választották meg. Másrészt Pehm József modernizálta a plébániaépületet és a szegények számára 34 főt befogadó szeretetotthont alapított. Támogatta, taníttatta a szegény sorsú, tehetséges gyermekeket, a Szociális Missziótársulat bevonásával végezte a szegénygondozást, a kórházmissziót, a fogház- és a vasúti missziót. Felépíttette a Szent József Szeretetotthont, mely szegények és elhagyott öregek számára nyújtott biztos menedéket.
Az 1920-as évek során ismét kisebb fellendülés volt tapasztalható a város életében. Ekkor épült meg a postapalota, a vasútállomás, a tűzoltóság épülete, a rendőrségi székház (a mai ügyészség), illetve a Notre Dame-rend kolostora Czobor Mátyás polgármester hivatala alatt. Kissé talán drágán, de Czobor Mátyás enyhítette az első világháború okozta rettenetes lakásínséget a városi bérház és a kislakások építésével; egyben megindította a magánosok lakásépítést tevékenységét azzal, hogy egész sereg házhelyet tett hozzáférhetővé. Az első építkezéseket követte a többi: a modern vágóhíd, a tűzoltólaktanya, az új elemi iskola, a Stefánia ház és az egyéb kisebb nagyobb építkezések. És a megyei, állami tényezők jóakarata mellett Czobor Mátyás kimeríthetetlen lendülete hívta éleire a nagyobbrészt 
állami, vagy más közpénzből létesült intézményeket, épületeket: a rendőrségi palotát, az állomásépületet, a vasutasházakaí, a kulturális intézményeket, a laktanyát, a szanatóriumot, az OTI-szákhá- zat, a postapalotát.
Udvardi és básti Udvardy Ignác (1848–1920), állami kereskedelmi iskolai igazgatónak a öccse, udvardi és básti Udvardy Vince (1854–1922), városi képviselő-testületnek a tagja, a zalaegerszegi állami főgimnáziumi tanára, Zala vármegye törvényhatósági bizottságnak a tagja. Udvardy Vince fia, dr. udvardi és básti Udvardy Jenő (1880–1941) jogász, a zalaegerszegi ügyvédi kamara elnöke, Zalaegerszeg megyei város tiszti főügyésze, a Zala vármegye közigazgatási bizottságának és a nemesi választmányának a tagja, a Zalaegerszegi Uri Kaszinó elnöke, a zalaegerszegi Munkás és Betegsegélyző Egylet elnöke, a Vármegyei takarékpénztár Rt. ügyésze és igazgatóságának tagja volt.
1938. február 21-én megalakult a legitimista Magyar Férfiak Szentkorona Szövetsége Zala megyei fiókja Zalaegerszegen, akinek az elnöke dr. udvardi és básti Udvardy Jenő (1880–1941) jogász, kormányfőtanácsos lett. Feleségével, boldogfai Farkas Margit (1888–1972) asszonnyal együtt élete végig royalista elképzelésekkel éltek. A helyi legitimista egyesület alelnökeivé Suszter Oszkárt és Zeng Pétert, ellenőrévé Fangler Gyula (1881–1945) zalaegerszegi fűszerkereskedőt választották meg, aki egyben a Zalaegerszegi Kereskedelmi Kör elnöke, a Zalamegyei Kereskedők Kör tagja, a zalaegerszegi katholikus hitközség képviselőtestületének és a Katolikus Férfiliga tanácsának volt.
1939. január 26-án Fangler Gyula, aki több évig elnöke volt a Zalaegerszegi Kereskedelmi Körnek, lemondott a kör elnökségéről, mert nem azonosította magát Szász Sándor alelnöknek Imrédy Béla miniszterelnökről tett antiszemita kijelentésével. 1942-ben dr. udvardi és básti Udvardy Jenő (1880–1941) jogász, kormányfőtanácsos, a zalamegyei Magyar Férfiak Szentkorona Szövetségének az elnöke, gróf Teleki Béla zalai főispánnál tiltakozott a dr. Árvay László által vezetett eljárás ellen, amelynek a célja volt, hogy kizárják a Zalaegerszegi úri kaszinóból a zsidó származású tagokat; Udvardy próbálkozásai azonban hiábavalóak voltak.
A zalaegerszegi református templom, Szeghalmy Bálint tervei alapján, 1942-ben épült erdélyi stílusban, fából és vörös homokkőből, nagy részben gróf széki Teleki Béla Zala vármegye főispánja kezdeményezésével.
A második világháború nem okozott jelentős károkat a városban, igaz, a vasútállomás egy bombatalálat következtében leégett. A legsúlyosabb veszteséget a teljes helyi és környékbeli zsidó közösség, mintegy 1221 fő gettóba zárása, majd Auschwitzba szállítása jelentette. A város német megszállásának végül az 1945. március 28-án érkező Vörös Hadsereg vetett véget. Március 29-én már az egész város a szovjet csapatok kezén volt, akik gyorsan folytatták előrenyomulásukat nyugati felé, illetve a déli olajmezők irányába. Az április elején megalakult Zalaegerszegi Nemzeti Bizottság, első elnökévé Wassermann Frigyes nyugalmazott városi főmérnököt választották meg, akit rövidesen Kovács Károly, a kommunista párt helyi titkára váltott. A Bizottság első intézkedései egyikeként kinevezte Baráth Ferencet polgármesternek és dr. Lendvay Lajos városi tanácsnokot polgármester-helyettesnek.
Az ezt követő időszakban jól megmutatkozott a város lakosságának ellenérzése az új rendszerrel szemben: a helyi MKP szervezete az 1949-ig megtartott választásokon 10% körüli eredményeket ért el, ám a helyi testület élére végül mégis ők kerültek. Az 1947. szeptember 4-én megtartott nemzetgyűlési választásokat a Demokrata Néppárt 59,5%-os eredménnyel nyerte, 1949. május 15-én az országgyűlési választás viszont már a Népfront 98,5%-os győzelmét hozta. 1949. július 2-án iktatták be a város első női polgármesterét, Siklósi Mihálynét.
Az 1950-es évek hozták Zalaegerszeg történetének legkomolyabb változásait. Az első ötéves terv legnagyobb könnyűipari beruházása a zalaegerszegi ruhagyár építése volt, amely elsősorban a szabad női munkaerőre alapozott. Az 1952-ben a környéken felfedezett olajmezők készletét is azonnal elkezdték kitermelni, illetve 1953-ban egy sajt- és vajgyár is épült a városban. Az ipar igényeinek megfelelően fővonalasították a Zalaegerszeg–Zalaszentiván vasúti szakaszt. Az óriási ipari beruházásoknak nagy munkaerőigénye volt, amelyet elsősorban a környékbeli falvakból elégítettek ki. Rövid idő alatt tömegessé vált a környező falvakból naponta történő ingázás, mivel a városban ekkor szinte nem lehetett lakáshoz jutni. Így nem volt ritka, hogy a nyugdíjasokat, inaktívakat, de leginkább az osztályellenesnek tartott személyeket „rávették” arra, hogy költözzenek el a városból.
A nagy ipari fellendülést azonban a városban élők csak visszaesésként élhették meg. Az építőipar csak a nagyberuházások érdekeit szolgálta, így a polgári lakosság lakáskörülményei folyamatosan romlottak. Infrastrukturális beruházások szintén nem történtek a városban, a boltok sorban zártak be, egyre kisebb kínálatot biztosítva a városiaknak.
Az 1956-os forradalomban Zalaegerszeg is tevékenyen részt vett. A megmozdulások 1956. október 26-án kezdődtek, ennek eredményeképp az MDP-vezetők Körmendre menekültek. Ezt követően egészen a szovjet csapatok november 4-ei támadásáig a várost a Forradalmi Tanács irányította.
1956. december 11-én a salgótarjáni sortűz miatt a Központi Munkástanács által szervezett országos sztrájkhoz Zalaegerszeg munkásai is csatlakoztak. A megmozdulásra december 12-én került sor a Kossuth Lajos utcán. Többezres tömeg gyűlt össze a posta előtt, Csepel teherautókkal próbálták elállni a szovjet tankok útját. A tüntető tömeget végül könnygáz és tankok bevetésével szétoszlatták. Másnap a ruhagyár munkásnői tiltakozásul tüntetésre hívták a nőket és a ruhagyáriakat. Az asszonyok Csány László szobra körül, majd a belvárosban gyülekeztek. Fekete ruhát vettek fel vagy fekete szalagot tűztek magukra, ezért gyászfátyolosnak is nevezik a tüntetést. Végül a szovjet tankok és a karhatalmisták ezen a napon is feloszlatták a tömeget.

## A város címere
Zalaegerszegnek évszázadokon keresztül nem volt hivatalos címere. A városi pecsét többször módosult rajzából alakult ki a már 1247-ben álló kápolna és a 18. században épült a plébániatemplom védőszentjét, Mária Magdolnát, ábrázoló címer. Ezt az 1940-es évek végéig több változatban is használták. 1970-ben egy teljesen újat vezettek be, ez azonban sem a címertan követelményeinek, sem a város hagyományainak nem felelt meg. A Városi Tanács 1989-ben megrendelt egy, a tradíciókat követő címert, amelyet 1992-ben fogadtak el Zalaegerszeg Megyei Jogú Város hivatalos címerének.
A mai napig használatos címeren pajzs alakon Mária Magdolna látható, lábai alatt korbáccsal, babérkoszorús jobb kezét védelmezően a 16-17. századi végvárat jelképező stilizált vár fölé nyújtja. Bal karjában vállára fektetve hosszú szárú keresztet tart. A korábbi pecséteken a lábánál találhatunk koponyát is, de a mai címeren a korbács ábrázolásánál maradtak a tervezők. Ezek a szimbólumok Bűnbánó Magdolnára vagy Magdalai Máriára utalnak. A kibontott haja Jézus Krisztus lábának illatos olajjal való megkenésére és hajával való letörlésére utal. A korbács a bűntudat egyik középkori szimbóluma, s ezt jelképezte a koponya is.

## Közélete

### Polgármesterei
- 1990–1994: Bogár Imre[52][53] (SZDSZ)
- 1994–1998: Dr. Gyimesi Endre (Fidesz-FKgP-KDNP-MDF)[54]
- 1998–2002: Dr. Gyimesi Endre (Fidesz-MDF-MKDSZ-MDNP)[55]
- 2002–2006: Dr. Gyimesi Endre József (Fidesz-MDF-MKDSZ)[56]
- 2006–2010: Dr. Gyimesi Endre (Fidesz-KDNP-Nemzeti Fórum)[57]
- 2010–2014: Gyutai Csaba (Fidesz-KDNP)[58]
- 2014–2019: Balaicz Zoltán (Fidesz-KDNP)[59]
- 2019–2024: Balaicz Zoltán (Fidesz-KDNP-Balaicz Zoltán Jelöltje Egyesület)[60]
- 2024– : Balaicz Zoltán (Fidesz-KDNP)[1]

### A 2024-es önkormányzati választás eredménye
- A polgármester-választás eredménye[61]

| Jelölt neve     | Jelölő szervezet(ek) | Jelölő szervezet(ek)   | Szavazatok száma | Szavazatok aránya |
| --------------- | -------------------- | ---------------------- | ---------------- | ----------------- |
| Balaicz Zoltán  |                      | Fidesz – KDNP          | 18 686           | 73,08%            |
| Keresztes Csaba |                      | DK – Momentum          | 3464             | 13,55%            |
| Góra Balázs     |                      | Tied a Város Egyesület | 1772             | 6,93%             |
| Kiss Ferenc     |                      | Mi Hazánk              | 1648             | 6,45%             |
| Összesen        |                      |                        | 25 570           | 100%              |

- A képviselőtestület-választás eredménye[62]

| Párt | Párt                   | Mandátumok | Képviselő-testület | Képviselő-testület | Képviselő-testület | Képviselő-testület | Képviselő-testület | Képviselő-testület | Képviselő-testület | Képviselő-testület | Képviselő-testület | Képviselő-testület | Képviselő-testület | Képviselő-testület | Képviselő-testület |
| ---- | ---------------------- | ---------- | ------------------ | ------------------ | ------------------ | ------------------ | ------------------ | ------------------ | ------------------ | ------------------ | ------------------ | ------------------ | ------------------ | ------------------ | ------------------ |
|      | Fidesz – KDNP          | 13         | P                  |                    |                    |                    |                    |                    |                    |                    |                    |                    |                    |                    |                    |
|      | DK – Momentum          | 2          |                    |                    |                    |                    |                    |                    |                    |                    |                    |                    |                    |                    |                    |
|      | Mi Hazánk              | 1          |                    |                    |                    |                    |                    |                    |                    |                    |                    |                    |                    |                    |                    |
|      | Tiéd a Város Egyesület | 1          |                    |                    |                    |                    |                    |                    |                    |                    |                    |                    |                    |                    |                    |
|      | EZE                    | 1          |                    |                    |                    |                    |                    |                    |                    |                    |                    |                    |                    |                    |                    |

## Népesség
Zalaegerszeg lakónépessége 2011. január 1-jén 59 499 fő volt, ami Zala megye össznépességének 21%-át tette ki. A város Zala vármegye legsűrűbben lakott települése, abban az évben az egy km²-en lakók száma, átlagosan 581 fő volt. A népesség korösszetétele kedvezőtlen. A 2011-es év elején a 19 évesnél fiatalabbak népességen belüli súlya 18%, a 60 éven felülieké 24% volt. A nemek aránya kedvezőtlen, ugyanis ezer férfira 1125 nő jut. 2017-ben a férfiaknál 73, a nőknél 80 év volt a születéskor várható átlagos élettartam. A népszámlálás adatai alapján a város lakónépességének 4,7%-a, mintegy 2194 személy vallotta magát valamely kisebbséghez tartozónak. Közülük cigány, német és román nemzetiséginek vallották magukat a legtöbben.
Zalaegerszeg népesedése jellegzetesnek mondható pályát futott be. A legjelentősebb népességnövekedési időszakban (1960-as–70-es évek) 30%-kal nőtt meg a város lakossága, köszönhetően az ipartelepítésnek, a hozzácsatolásoknak és a bevándorlásnak. Ezen demográfiai robbanás hatására rengeteg új lakás épült, amelyekbe elsősorban fiatal falusiak költöztek. Ma már stagnáló/fogyó népességről kell beszélnünk, ennek két tényezője a természetes fogyás és a szuburbanizáció hatása. Ellenhatásként jelentkezik a pozitív bevándorlási mérleg. 
A természetes fogyás 1990-től jellemző a városra. A vándorlási különbözet az 1990-es évek közepén negatív előjelű volt. Korosztályok szerint átrendeződés játszódik le: csökken a fiatalkorúak és nő a közép- és az időskorúak aránya. 35 éves korig férfi-, afölött nőtöbblet mutatkozik. Az 1995-ben 25-29 éves korosztály létszáma 1995–2001 között minimális növekedést, 2001–2005 között csökkenést mutatott. Ennek egyik oka lehetett az elvándorlás, valamint az ideiglenesen vagy véglegesen más településen való munkavállalás (diplomás munkaposztok hiánya). Az elköltözők egyik fő célpontja, az országos átlaghoz igazodva, Budapest, ahol munkalehetőséget, magasabb fizetést remélnek maguknak. Az elvándorlás másik fő motivációja a csendesebb környezet, nagyobb lakás iránti igény, amelyet a várost elhagyók a közeli elővárosodó falvakban találhatnak meg. Ilyen települések például Teskánd, Nagykutas, Zalaszentiván vagy Bocfölde. Az összes társadalmi csoport regisztrált munkanélkülieknek száma az 1990-es évek elején volt a legnagyobb Zalaegerszegen, majd egészen 2001-ig dinamikusan csökkent. 2001-től ismét emelkedő tendenciát mutatott, majd beállt egy stagnáló értékre. A gazdasági válság idején számos munkahely szűnt meg, a munkanélküliségi ráta elérte a 12-13%-ot. A pályakezdő munkanélküliek száma az utóbbi öt évben emelkedést mutat, 2010 elején számuk 1 200 körül volt, a diplomás munkanélkülieké pedig 1 000 körül. A legkisebb eséllyel a diplomások közül a közgazdászok, a középfokú végzettséggel rendelkezők közül az irodai munkások, míg a szakképesítéssel rendelkezők közül a fodrászok és a bolti eladók tudnak elhelyezkedni. A legtöbben 1990-ben éltek a városban, 62 214-en, azóta egészen napjainkig csökken a város népessége, ma már kevesebben laknak Zalaegerszegen, mint 1980-ban.
A 2011-es népszámlálási adatok szerint a magukat vallási közösséghez tartozónak valló zalaegerszegiek túlnyomó többsége római katolikusnak tartja magát. Emellett jelentős egyház a városban, még a református és az evangélikus.

### Etnikai összetétel
A 2001-es népszámlálás adatok szerint a város lakossága 61 654 fő volt, ebből a válaszadók 60 024 fő volt, 58 891 fő magyarnak, míg 627 fő cigánynak vallotta magát, azonban meg kell jegyezni, hogy a magyarországi cigányok (romák) aránya a népszámlálásokban szereplőnél lényegesen magasabb. 227 fő német, 96 fő horvát és 43 fő román etnikumnak vallotta magát.
A 2011-es népszámlálás adatok szerint a város lakossága 66 245 fő volt, ebből a válaszadók száma 60 082 fő volt, 56 676 fő magyarnak vallotta magát. Az adatokból az derül ki, hogy a magukat magyarnak vallók száma jelentősen csökkent tíz év alatt, ennek fő oka, hogy többen nem válaszoltak. Az elmúlt tíz év alatt a nemzetiségiek közül jelentősebben a cigányok (859 fő) és az oroszok (45 fő) száma nőtt Zalaegerszegen. A  német (528 fő) és román (92 fő) nemzetiségűek száma megkétszereződött. A magukat horvátoknak vallók száma (50 fő) felére csökkent az elmúlt tíz év alatt. A megyén belül Zalaegerszegen él a legtöbb magát németnek, románnak, orosznak és lengyelnek valló nemzetiségi.

### Vallási összetétel
Zalaegerszeg lakóinak vallási összetétele 2011-ben
A 2001-es népszámlálási adatok alapján, Zalaegerszegben a lakosság több mint háromnegyede (78,3%) kötődött valamelyik vallási felekezethez. A legnagyobb vallás a városban a kereszténység, melynek legelterjedtebb formája a katolicizmus (72,3%). A katolikus egyházon belül a római katolikusok száma 44 466, míg a görögkatolikusoké 113 fő volt. A városban népes protestáns közösségek is éltek, főleg reformátusok (2332 fő) és evangélikusok (983 fő). Az ortodox kereszténység inkább az országban élő egyes nemzeti kisebbségek (oroszok, románok, szerbek, bolgárok, görögök) felekezetének számít, számuk elenyésző volt az egész városi lakosságához képest (32 fő). Szerte a városban számos egyéb kisebb keresztény közösség működik. A zsidó vallási közösséghez tartózók száma 33 fő volt. Jelentős a száma azoknak a városban, akik vallási hovatartozásukat illetően nem kívántak válaszolni (9,4%). Felekezeten kívülinek a város lakosságának 11,6%-a vallotta magát.
A 2011-es népszámlálás adatai alapján, Zalaegerszegben a lakosság több mint a fele (57,8%) kötődött valamelyik vallási felekezethez. A két népszámlálás között eltelt tíz év alatt a városi lakosság vallási felekezethez való tartozás jelentősen csökkent, ennek egyik oka, hogy sokan nem válaszoltak. A legnagyobb vallás a városban a kereszténység, melynek legelterjedtebb formája a katolicizmus (52,7%). Az elmúlt tíz év alatt, a katolikus valláshoz tartozók száma negyedével esett vissza. A katolikus egyházon belül a római katolikusok száma 31 224 fő, míg a görögkatolikusok 86 fő volt. A városban népes protestáns közösségek is éltek, főleg reformátusok (1727 fő) és evangélikusok (637 fő). Az ortodox kereszténység inkább az országban élő egyes nemzeti kisebbségek (oroszok, románok, szerbek, bolgárok, görögök) felekezetének számít, számuk elenyésző volt az egész városi lakosságához képest (19 fő). Szerte a városban számos egyéb kisebb keresztény közösség működik. A zsidó vallási közösséghez tartózók száma 30 fő volt. Összességében elmondható, hogy az elmúlt tíz év során minden egyházi felekezetekhez tartozók száma jelentősen csökkent. Jelentős a száma azoknak a városban, akik vallási hovatartozásukat illetően nem kívántak válaszolni (27,9%), tíz év alatt megháromszorozódott a számuk. Felekezeten kívülinek a város lakosságának 14,3%-a vallotta magát.

## Városrészek
Növekedése során Zalaegerszeg sok szomszédos települést magába olvasztott.
Legkorábban, 1887-ben, Ola községet csatolták a városhoz, ma ez már a tulajdonképpeni városközpont egy részét alkotja. További egyesítések: 1933-ban Kaszaháza, 1958-ban Zalabesenyő, 1963-ban Csácsbozsok és Pózva, 1969-ben Bazita, Andráshida, Szenterzsébethegy, Ebergény és Ságod, 1981-ben pedig Botfa vált Zalaegerszeg részévé.
2008 nyarán helyi népszavazást tartottak Pethőhenyén, ahol a lakosság ellenezte, hogy a község Zalaegerszeghez csatlakozzon. A sikertelen népszavazást bírósági tárgyalás követte, ahol a Zala Megyei Bíróság a 2010-es magyarországi önkormányzati választások napjától három pethőhenyei településrészt (Cserlap, Hosszúhegy, Kápolnahegy) a városhoz csatolt, az ott található önkormányzati ingatlanokat pedig Zalaegerszeg önkormányzatának ítélte meg.

## Gazdasága

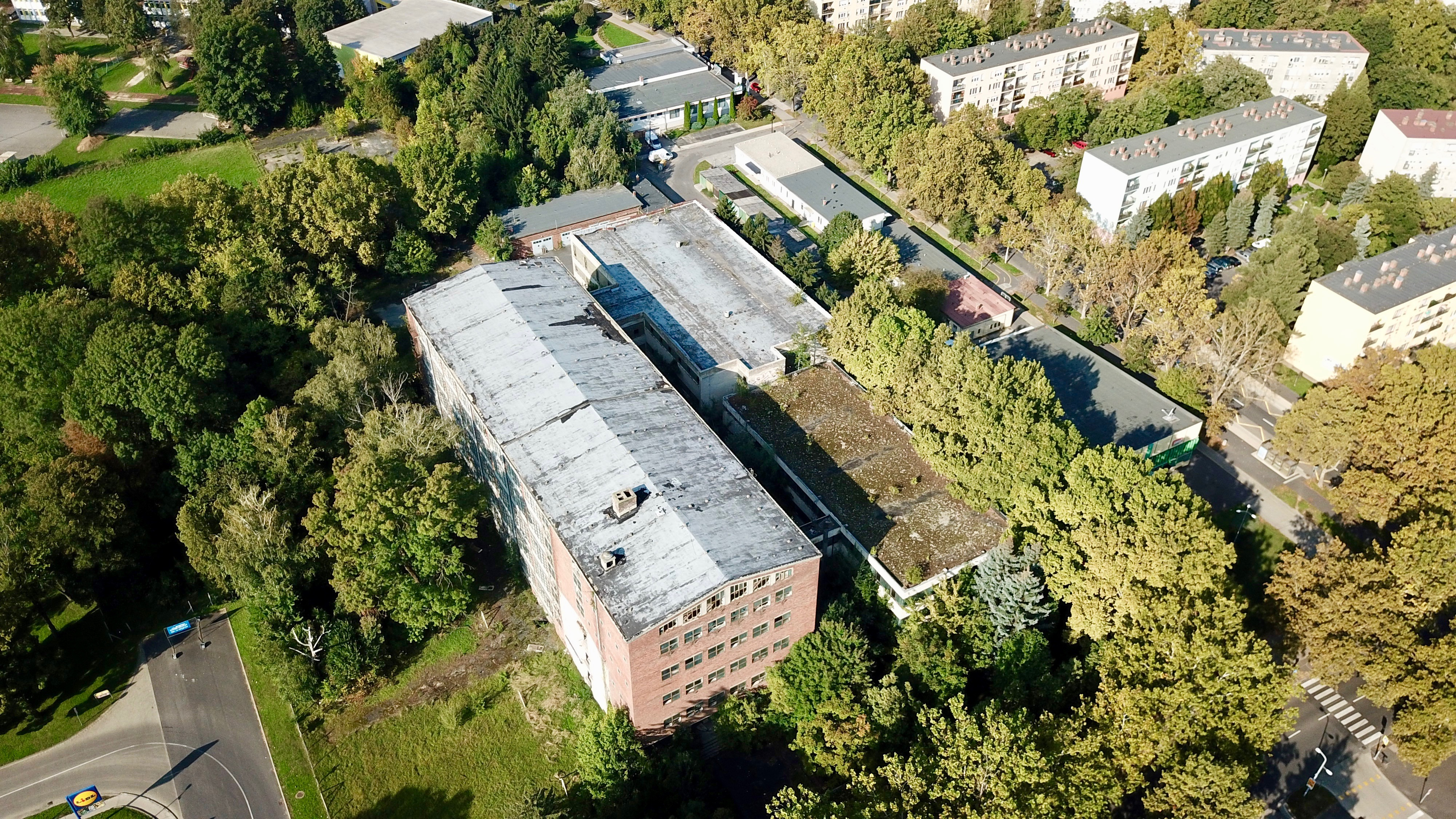
Az egykori ruhagyár épülete 2018-ban

Zalaegerszeg az 1950-es évekig elenyésző tényező volt Magyarország gazdasági életében.
A szocialista időszakban az országos programhoz kapcsolódóan előtérbe kerül az ipar fejlesztés, ekkor kezdte meg a termelést a Ruhagyár, a Zala Megyei Tejipari Vállalat, a Zalaegerszegi Vágó- és Húsipari Vállalat, a Zalai Aszfaltgyár (később Zalai Kőolajipari Vállalat), a Zalaegerszegi Cserépkályhagyártó Vállalat (Zalakerámia), a Kenyérgyár (Zalaco), a GANZ-MÁVAG zalaegerszegi gyára, a Szállítógépgyár, a Szikvíz- és Üdítőitalgyártó Üzem, a VERTESZ zalaegerszegi gyáregysége, az EIV Rt. Zalaegerszegi Alkatrészgyára, a Baromfifeldolgozó Vállalat (Zalabaromfi Rt.), a Zalaegerszegi Hűtőház (Goldsun Rt.), a PEZA Bútortechnológiai Vállalat (Zala Bútor) és a Caola (Régi nevén KHV) helyi gyáregysége is. Az új gyárak, üzemek az ipar képzettséget nem igénylő ágazataiból kerültek ki. A környékre betelepülő kőolajbányászatnál is elsősorban budapesti szakembereket alkalmaztak.
A rendszerváltást követően a legtöbb nagyüzem felbomlott, romjaikon kis üzemek jöttek létre, amelyek később vagy megerősödtek, vagy eltűntek a piacról. Az 1990-es évek közepétől újabb szereplők, a multinacionális cégek jelentek meg a városban, amelyek többsége már a szakképzett, ám olcsó munkaerőre alapozott. A bérek emelkedése miatt ezek távozása várható a közeljövőben.
A legjelentősebb multinacionális cég a Flextronics International Ltd., amely 1999-ben nyitotta meg 30 hektáros ipari parkját a városban, Sárvár után másodikként az országban. A beruházás értéke 60 millió dollár volt, amelyből 30 millió dollárt az építkezésre, további 30 milliót pedig infrastruktúra-fejlesztésre használtak fel. A Flextronics ipari parkján kívül még a Ganz Ipari Park és az önkormányzati tulajdonú Zalaegerszegi Déli Ipari Park található a városban. Közel 500 millió forintos beruházás keretében a település északi határában, a 74-76-os út, illetve Ságod városrész között épül föl a negyedik, az Északi Ipari Park. A parkban helyet kap egy inkubátorház is, amelynek létrehozását az Új Magyarország Fejlesztési Terv 333 millió forinttal támogatta a 84 millió forintos városi önrész mellett.
A rendszerváltás után Zalaegerszeget a más országrészekben szokásosnál kisebb mértékben érintette a gazdasági recesszió. Az 1990-es évek végétől Zalaegerszeg rendkívül dinamikus fejlődésével az ország egyik gazdagabb városává vált, ám még mindig maradtak a város életében megoldatlan kérdések.
Az 1990-es évek elején indult meg a szolgáltatási szektor megerősödése is, amely mára a város bevételeiből mintegy 75%-os részesedést tudhat magáénak. Ez az arány kifejezetten magasnak számít Magyarországon, így a városról elmondható, hogy más nyugat-magyarországi központokhoz hasonlóan kedvező gazdasági szerkezettel rendelkezik. A munkanélküliek aránya elmarad az országos átlaghoz képest, 3% körül mozog. Az Országos Munkaügyi és Módszertani Központ 2007. 3. negyedévi adatai szerint 1017 férfi és 1114 női regisztrált munkanélküli volt Zalaegerszegen.
De a város demográfiai adottságai, a születéskor várható alacsony élettartam melletti öregedés és a romló korösszetétel kedvezőtlenek.
A helyzetet tovább rontja az újonnan fellépő strukturális jellegű munkaerőhiány. A helyi szakképzési rendszer nem veszi eléggé figyelembe a munkaerőpiac képzési szükségletét.
Ezt a problémát fokozza az – elsődlegesen az elérhetőségi – infrastrukturális lemaradottságának ténye, emiatt a külföldi beruházók nem kellő mértékű letelepedése. Az Adó- és Pénzügyi Ellenőrzési Hivatal adatai szerint a gazdasági társaságok 29%-nyi tulajdoni hányada volt külföldi kézben. Ugyanez kimutatás szerint az állami tulajdon 5%-os.
Zalaegerszeg közepesen fejlett nyugat-dunántúli város, az egy lakosra jutó bruttó hozzáadott értéke az országos átlag 80-90%-a, a régióátlag 75-80%-a.
Ma Zalaegerszeg környékének nagy része alapvetően mező- és erdőgazdasági hasznosítású terület. Ezen belül a gazdasági tevékenységek között meghatározó a növénytermesztés, az erdőgazdálkodás és a vadgazdálkodás, amelyek termékeikkel a helyi szükségleteken kívül részben hozzájárulnak a távolabbi területek nyers termékekkel való ellátásához, illetve export igényeket is kielégít (húsipar, konzervipar, faipar). A KSH adatai szerint 2000-ben 1193-an rendelkeztek őstermelői igazolvánnyal. A városban a gazdasági ágazatok közül a kisipari tevékenységek és a helyi szolgáltatások a legjelentősebbek. Zalaegerszeg város önkormányzatának honlapján 236 vállalkozás regisztrált, amelyek közül a legtöbben a szolgáltató ágazatból kerülnek ki (80 db), jelentősebbek még az építőipari (25 db) és az informatikai cégek (23 db). Természetesen ezek az adatok nem teljesek, mert a cégek számára nem kötelező itt regisztrálni, de jól mutatja az ágazati eloszlást.
A város gazdasági életében meghatározó a feldolgozóipar. A gép- és bútoripar teljesített a legjobban a feldolgozóiparon belül az elmúlt években, a feldolgozóipar termelésének nagy részét adó élelmiszeripar teljesítménye 7%-kal esett vissza.
Az építőipar teljesítménye javul, a növekedés mértéke meghaladja mind a régió mind az ország átlagát.
A kereskedelem lassan, de biztosan bővül, azonban csökken az egyéni vállalkozásban működtetett üzletek száma. Jellemző, hogy egyre újabb multinacionális üzletközpontok építkeznek a városban.
2008 nyaráig Zalaegerszeg versenyben volt a Mercedes új közép-európai üzeméért folytatott versenyben, de végül a jóval előnyösebb közlekedés-földrajzi feltételekkel rendelkező Kecskemét lett a befutó.
2008 szeptemberében az egyik legjelentősebb foglalkoztató, a Zalabaromfi számláit zárolta a CIB Bank, aminek következtében leállt a termelés, végezetül tulajdonosváltás következett be. Főleg az üzem volt beszállítói alkotta befektetői csoport Pacsán épített egy újabb csarnokot a régi kiváltására.
A kedvező természeti adottságok és az értékes kulturális örökség miatt egyre inkább húzóágazatnak számít a turizmus. A város főbb kulturális látnivalói a Göcseji Szabadtéri Néprajzi Múzeum, a Magyar Olajipari Múzeum és a Göcseji Múzeum. Sok látogatót vonz az 1975-ben épült tévétorony és az alsóerdei Azáleás-völgy is.
Az egyre inkább kiépülő fürdőszolgáltatásokat a Gébárti-tónál, az Aquacityben, az AQUATHERMA termálfürdőben és a Semira Day Spa élményfürdőben vehetik igénybe a vendégek. Problémát jelent a viszonylag kevés szálláshely, amelyet súlyosbított a Hotel Balaton 2010 tavaszán bekövetkezett csődje is.
2021-ben bezárt a zalaegerszegi sajtgyár, 83 dolgozó veszítette el az állását.
2020-ban kezdték építeni és 2023. augusztus 18-án adták át a zalaegerszegi székhelyű Rheinmetall Hungary Zrt. – a német Rheinmetall és a magyar állam vegyesvállalata – gyárát. 2023 végén bejelentették, hogy a gyárban elkészült az első hazai gyártású KF-41 Lynx típusú gyalogsági páncélozott harcjármű.

## Infrastruktúra

### Műszaki infrastruktúra

#### Közlekedés
A város a vasúti közlekedésben kevésbé fontos tényező, itt nem állnak meg a fontos, észak–déli irányú vasúti járatok, csak Zalaszentivánon keresztül, átszállással lehet csatlakozni hozzájuk. Így ez a falu látja el a vasúti csomópont szerepkörét. A belvárosban levő vasútállomáson kívül még Olában és Andráshidán van vasúti megállóhely. A Zalaegerszeg-Andráshida közti új nyomvonalat 2009. május 25-én adták át.
Az utóbbi időben jelentős lépések történtek a környező vasúthálózat fejlesztésére. Ezek közé tartozik a 2003 májusában átadott, Európai Uniós forrásokból finanszírozott, a vasútállomás elkerülését szolgáló deltavágány kiépítése és a várost érintő vonalak villamosítása is. A legújabb tervekben szerepel egy teljesen új vasútállomás felépítése, a városközponttól nagyobb távolságra, mint a mostani. Erre azért lenne szükség, mivel a vasúti forgalom a város útjait jelen pillanatban 11 helyen keresztezi.
Zalaegerszeg a 76-os és 74-es főutak találkozásánál helyezkedik el, s a közelében (határszélétől 6, központjától 12 kilométerre délre) húzódik a 75-ös főút is. A két előbbi főút közül a 74-es viszonylag régóta elkerüli a belvárost keleti irányból – a régi nyomvonal ma részben mellékút, 7408-as, illetve 7410-es számmal, részben önkormányzati út –, a 76-os elkerülője viszont csak később épült ki, s a korábbi nyomvonal nagyrészt ma is főútnak minősül, 762-es útszámozással.
Belső úthálózata megfelelő, azonban a mezőgazdasági utak, hegyi utak állapota kifejezetten rossz. Az utóbbi években az önkormányzat nagy erőfeszítéseket tett a javítások elvégzésére, azonban a korszerű mezőgazdasági utak építése és felújítása ez ideig nem történt meg. A SAPARD pályázatoknak, valamint a Nyugat-Dunántúli régió pályázatainak köszönhetően 2004-ben a településen is elkezdődhetett ezen utak felújítása. A felújítások elmaradását hátráltatják a rendezetlen tulajdon- és birtokviszonyok. A volt zártkerti területeken lévő utak állapota változatos. A dombvonulatokon végigvezető utak általában jó állapotúak. A lejtő irányú utak többsége elmélyült, időszakonként nehezen járható. A vizes területeken, mélyfekvésű területeken átmenő utakon a nem megfelelő kivitelezés, illetve a karbantartás hiánya okoz gondot. A probléma halmozódik, ha az időjárás csapadékosabb.
A közlekedésben a legégetőbb problémát az elmúlt években sikerült orvosolni, megépült a 76-os főút új, a várost északról elkerülő szakasza. A 6,7 km-es, körforgalmas csomópontokkal tűzdelt szakasz megépítése 5 milliárd forintba került és 2006-ra készült el. Hatására jelentősen mérséklődött a tranzitforgalom belvárosra ható nyomása, ezzel együtt a belváros csendesebb, tisztább levegőjűvé vált.
Következő ütemben a déli elkerülő utat kívánják kiépíteni, összeköttetést teremtve a Zrínyi út és az Alsóerdő között. Ez azt jelentené, hogy bezárulna a várost körülvevő körgyűrű, és véglegesen kitilthatók lesznek a belvárosból az oda nem illő teherautók.
Az Állami Közúti Műszaki Információs Kht adatai szerint 2003-ban a belterületi kiépített utak hossza 159,9 kilométer, a külterületi kiépített utaké 108,5 kilométer, a gyalogutak és járdáké 218,7 kilométer volt. A 296 kilométeres külterületi úthálózat 63%-a volt kiépítetlen. Ugyanez az adat belterületen 5%-os.
A belvárosban sokszor problémát jelentett, hogy nem állt rendelkezésre megfelelő mennyiségű és minőségű parkolóhely. Ezt először mélygarázs építésével tervezték orvosolni, de végül anyagi megfontolásból egy parkolóházat építettek a Csipkeházak Kosztolányi utcai előterében (Csipke Parkolóház). A másik problémás terület a Dózsa liget környéke volt, ahol a parkolót végül a park egy részének leválasztásával hozták létre.
A városi tömegközlekedést kizárólag autóbuszokkal oldják meg, az üzemeltetést a helyközi autóbusz-közlekedést is üzemeltető Volánbusz látja el. Egyéb eszközök forgalomba állítását sem a város nagysága, sem a földrajzi feltételek nem indokolnák. 2008. augusztus 28-án két új Mercedes-Benz Conecto típusú autóbusz állt szolgálatba, ezekkel együtt összesen 37 busz közlekedik Zalaegerszeg körzetében. 2023. július 1-től a helyi autóbuszokra is érvényesek az új vármegye- és országbérletek, így ez a város az első, ahol a helyi autóbuszokon is lehet vármegye- és országbérlettel utazni.
Közvetlen autóbuszjáratok kötik össze a várost a megye több településével, továbbá többek között Győrrel, Sopronnal, Szombathellyel, Veszprémmel, Székesfehérvárral, Dunaújvárossal, Kaposvárral, Siófokkal, Péccsel, Szegeddel, Budapesttel, Békéscsabával, Kecskeméttel és Bajával. A város autóbusz-pályaudvara a Balatoni úton található.
| A buszjáratok szám szerinti beosztása (elavult) | A buszjáratok szám szerinti beosztása (elavult)                                                             |
| Járatszám                                       | Végállomások, útvonal                                                                                       |
| ----------------------------------------------- | --- |
| 1                                               | Vasútállomás – Kovács Károly tér – Olai autóbusz-forduló – Andráshida – Hatház                              |
| 1A                                              | Vasútállomás – Kovács Károly tér – Ola u. – Olai aut. ford.                                                 |
| 1U                                              | Vasútállomás – Kovács Károly tér – Olai autóbusz-forduló – Szentmártoni út – Andráshida bolt                |
| 1Y                                              | Vasútállomás – Kovács Károly tér – Olai autóbusz-forduló – Hűtőipari Rt.                                    |
| 2                                               | Autóbusz-állomás – Csácsbozsok, Damjanich u. – Csácsbozsok, Bozsoki au. ford. – Autóbusz-állomás            |
| 2A                                              | Autóbusz-állomás – Csácsbozsok, Damjanich u. – Autóbusz-állomás                                             |
| 2Y                                              | Autóbusz-állomás – Csácsbozsok, Bozsoki au. ford. – Csácsbozsok, Damjanich u. – Autóbusz-állomás            |
| 3, 3y, 3C                                       | Vasútállomás – Kovács Károly tér – Külsőkórház, Pózva, autóbusz-forduló                                     |
| 4, 4A                                           | Vasútállomás – Zalabesenyő – Botfa                                                                          |
| 4E                                              | Vasútállomás – Bartók Béla út – Vasútállomás                                                                |
| 4Y                                              | Vasútállomás – Zalabesenyő, szöv. bolt:                                                                     |
| 41                                              | Autóbusz-állomás – Botfa, elágazó                                                                           |
| 44                                              | Kertvárosi autóbusz-forduló – Botfa, elágazó                                                                |
| 5, 5C                                           | Autóbusz-állomás – Kovács Károly tér – Neszele – Ságod                                                      |
| 5A                                              | Autóbusz-állomás – Kovács Károly tér – Újtemető                                                             |
| 5Y                                              | Autóbusz-állomás – Kovács Károly tér – Újtemető                                                             |
| 69                                              | Landorhegyi Ált. Isk. – Olai csomópont – Hűtőipari Rt.                                                      |
| 8                                               | Kovács Károly tér – Kertváros – Kovács Károly tér                                                           |
| 8C                                              | Kertváros – Mártírok útja – Széchenyi tér – Kertváros                                                       |
| 8E                                              | Kertváros – Erdész út – Mártírok útja – Széchenyi tér – Erdész út – Kertváros                               |
| 9, 9U                                           | Kovács Károly tér – TESCO – Páterdomb                                                                       |
| 9E                                              | Autóbusz-állomás – Szegfű út                                                                                |
| 10, 10Y                                         | Vasútállomás – Kovács Károly tér – Olai csomópont – Csertán S. út – TUNGSRAM Rt. – Kertváros – Vasútállomás |
| 10E                                             | Autóbusz-állomás – Ganz-Munkácsy SZKI                                                                       |
| 10C                                             | Csertán S. u. – Göcseji út – Kovács Károly tér – Gasparich u. – Csertán S. u.                               |
| 11, 11Y                                         | Vasútállomás – Kertváros – TUNGSRAM Rt. – Csertán S. u. – Olai csomópont – Széchenyi tér – Vasútállomás     |
| 24                                              | Autóbusz-állomás – Szenterzsébethegy                                                                        |
| 26                                              | Autóbusz-állomás – Ebergény                                                                                 |
| 30                                              | Autóbusz-állomás – Bazita                                                                                   |
| 30C                                             | Autóbusz-állomás – Bazita                                                                                   |
| C1                                              | Kertváros – Landorhegy – Hock J. úti ipari körzet                                                           |
| C2                                              | Landorhegy – Kertváros – Balatoni úti ipari körzet                                                          |
| C4                                              | Platán sor – Landorhegy – Kertváros – Zrínyi úti ipari körzet                                               |

A város vezetősége kiemelten kezeli a kerékpáros közlekedés támogatását, új útvonalak kiépítését. A leghosszabb ilyen jellegű út a termálfürdőtől az Alsóerdőig húzódik. A kerékpárutak hossza 2003-ban 6,5 kilométer, 2010 őszére pedig már 20 kilométer volt.
Zalaegerszeg rendelkezik repülőtérrel is. A Hatház városrész melletti területen kialakított régi szovjet katonai létesítmény Zalaegerszeg-Andráshida Repülőtér néven ismert. Pénzhiány miatt a szilárd burkolat kiépítése az elkövetkezendő években nem várható. 2005-ben megújult a fogadóépület, a kifutó és gurulóút is. Az irányítótorony teljes műszeres felszerelése és a teljes repülőtéri terület bekerítése szintén megtörtént. Mivel a Hévíz-Balaton nemzetközi repülőtér ellátja azokat a feladatokat, amelyeket a hatházi tudna ezért a további fejlesztés nem indokolt. Így a mai formájában négy egyesület és kisgépek használják.

#### Lakossági szolgáltatások
A lakások elektromos hálózatba való csatlakozása teljes, egyre bővül a külterületek villamosítása is. A gázvezetékkel való ellátottság évről évre bővül, jelenleg körülbelül 80%-os arányú. Az alternatív energia felhasználása nem jellemző, habár pár házat már napkollektorokkal is felszereltek. A legjelentősebb megújuló energiaforrást használó intézmény a pózvai Külsőkórház, amelynek a fűtését hőszivattyús rendszerrel látják el.
A szennyvízhálózat kiépítése részben megtörtént, ahol működik, ott a lakások, és vállalkozások körülbelül 2/3-a használja azt. Jelenleg is folyamatban vannak szennyvízberuházások: a külső városrészeken a kiépítés, a belső részeken az elöregedett rendszerek állandó felújítása. Az utóbbi évek fejlesztésként adták át a húsz települést kiszolgáló buslakpusztai regionális hulladéklerakót. A szelektív hulladékgyűjtésre is nagyobb hangsúly helyeződik, egyre újabb helyeken tűnnek fel az ilyen hulladékgyűjtő szigetek (ma 48 darab áll a lakosság rendelkezésére). ISPA támogatással épült fel a városban egy 2500 m²-es hulledékválogató csarnok, egy komposztáló telep és két hulladékudvar.
A településen a telefonellátás teljes lefedettségű, jelenleg széles sávú internet elérhető Andráshida, Bazita, Becsali, Belváros, Besenyő, Csács – Bozsok, Ebergény, Erzsébethegy, Gólyadomb, Kertváros, Nekeresd, Neszele, Páterdomb, Pózva, Ságod, Ola, Landorhegy és Vorhota városrészeken. A városban 9 internetes információs pont található.
Kábeltelevízió hálózat mindenhol elérhető.

### Lakásállomány

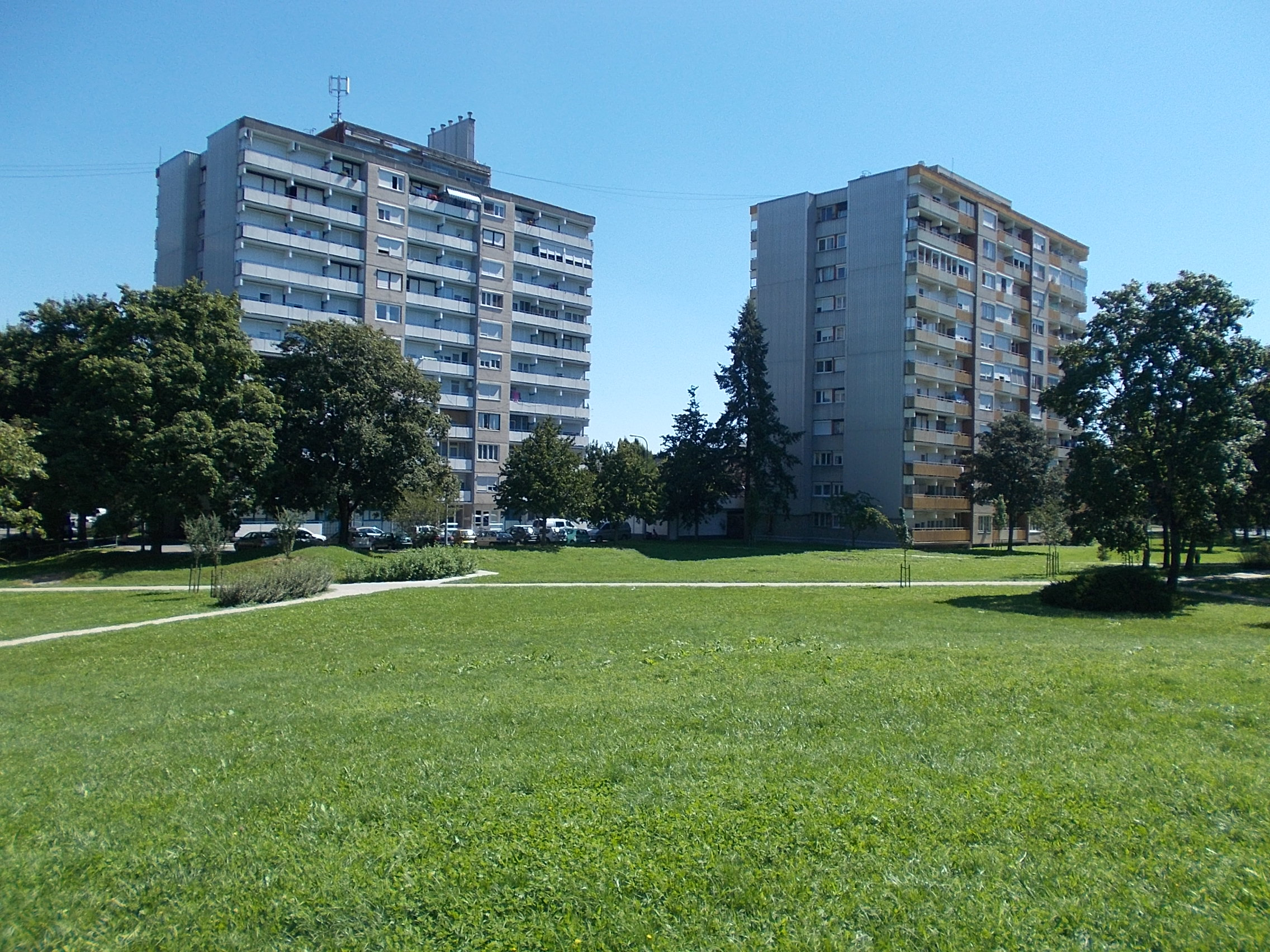
Lakótelep a Vizslaparkban

A szocialista rendszert megelőzően nem voltak jellemzőek a többszintes házak a szűken vett belvároson kívül. Az ötvenes években induló tömeges lakásépítés kezdeti úgynevezett „szocreál” építészetét követően az 1960-as években beindult helyi középtéglablokk-üzemre alapozott lakáépítés robbanásszerű lakásszám-növekedést eredményezett. A helyi nagyvállalatnál Kiss Tamás, a későbbi megyei főépítész) által kidolgozott ú.n szalagrendszerű építéstechnológia rendszerében évente mintegy másfél-ezer lakás épült (Landorhegyi-, Ruhagyári- Kertvárosi lakónegyedek) a városban, s ezekkel a város beépített területe is kitágult, igazán ekkor vált nagyvárossá. Az alagútzsalus építési mód 1970-es évekbeli megjelenésével számos lakótelep fejeződött be, mint az előbb említett Kertvárosban és Landorhegyen, de a belváros keletibb részein levő családi házas övezetek jelentős részét is átépítették.
A lakásállomány az elmúlt 15 év alatt 14%-kal bővült, a kilencvenes évek visszaesését követően az ezredfordulótól emelkedett jelentősen az új lakásépítések száma. A legutóbbi népszámlálás adatai szerint a lakott lakások aránya 96%. A lakott lakások 18%-a a belvárosban, 17,6%-a a hagyományos beépítésű lakóterületeken, 41%-a lakótelepeken, 17%-a kertvárosias lakóövezetekben található. Az utóbbi évek társasház építkezései jelentősen nem változtatták meg ezt az arányt. Az elmúlt másfél évtized során a legjelentősebb változás a lakások tulajdonviszonyait érintette. Amíg 1990-ben a lakásállomány közel 20%-a volt önkormányzati tulajdonban, ez az arány 2001-re 3%-ra csökkent. A változás oka, hogy sokan megvásárolták az általuk bérelt lakásokat, illetve az újonnan épült lakások már nem kerültek önkormányzati tulajdonba. Az önkormányzat tulajdonában 2006-os év végén 1 038 bérlakás volt, amely a lakásállomány 4,6%-a.
A lakásállomány 94,5%-a összkomfortos, illetve komfortos fokozatú, a közüzemű csatornahálózatba bekapcsolt egységek aránya 94%-os.

### Intézményi infrastruktúra
Megyeszékhelyként a megyei szintű intézmények székhelyeinek a város ad otthont. Nagyságának köszönhetően a vonzáskörzete továbbterjed a Zalaegerszegi járás 83 településén, hozzá kötődnek Vas vármegye déli és Zala vármegye északi részének egyes területei. A Központi Statisztikai Hivatal egy 2003-as kiadványban a várost és környékét agglomerálódó térségnek nevezte és 29-ben állapította meg az agglomerációhoz tartozó települések számát.
Csapó Tamás 2002-ben közreadott kutatásai szerint a megyei jogú városok közti sorrendben Zalaegerszeg az Államigazgatási-hatósági szervek, intézmények kategóriában a 16., a Gazdaság, kereskedelem, szolgáltatásokban a 7., az Oktatás, kultúrában a 17. és az Egészségügy, szociális és egyéb területen a 13. helyet tudhatja magáénak. A városba nem került regionális hivatali központ.
A településen 17 óvoda, 12 általános iskola és 11 középiskola van, a mai gyakorlatnak megfelelően számos tagintézményként üzemel. 2010-ben 606 tanköteles gyermeket tartottak nyilván az óvodák. Az általános iskolákban nyolc speciális képzést nyújtó osztály áll a diákok rendelkezésére. A felsőoktatást a nagyobb városok egyetemeinek, főiskoláinak kihelyezett képzései adják. Ezek a Budapesti Gazdasági Egyetem Pénzügyi és Számviteli Főiskolai Kar Zalaegerszegi Intézete, a Pécsi Tudományegyetem Egészségügyi Főiskolai Kar Zalaegerszegi Képzési Központja, a Budapesti Műszaki és Gazdaságtudományi Egyetem Gépészmérnöki Kar Zalaegerszegi Kihelyezett Képzése és Gábor Dénes Műszaki Informatikai Főiskola távoktatási helyszíne. A 2008-as tanévtől a Pécsi Tudományegyetem Felnőttképzési és Emberi Erőforrás-fejlesztési Karának Zalaegerszegi Kihelyezett Tanszékén andragógia BSc szakon is tanulhatnak a diákok.
Zalaegerszeg fontos egészségügyi központ, a Zala Megyei Kórházhoz a 2007-es átszervezések előtt a megye lakosságának 42%-a tartozott és összesen 1270 ággyal rendelkezett. A Kardiológiai és Szívsebészeti Centrum országos hírű, a legmagasabb szintű ellátást biztosítja a betegek számára. Az egészségügyi reform után, mint súlyponti kórház szerepel. A Magyar Orvosi Kamara adatai szerint 839 szakorvos volt 2007-ben a városban.
A körzeti védőnői feladatokat, 22 védőnői szolgálat keretében 22 alkalmazott végzi, az iskolai védőnők száma 14 fő.
A rászorulók étkeztetést, házi segítségnyújtást, családsegítést és jelzőrendszeres házi segítségnyújtást vehetik igénybe az önkormányzat által nyújtott szociális alapszolgáltatások közül.
A városban 1 egyházi (Notre Dame Női Kanonok- és Tanítórend Szociális Otthona) és 2 önkormányzati idősek otthona van a számos ilyen jellegű magánintézmény mellett. A Zala Megyei Kórház a Külső Kórház területén szintén fenntart ilyen céllal egy létesítményt.
A Nyugat-Dunántúl hét nappali melegedőjéből egy 30 fős Zalaegerszegen található, ezenkívül a hajléktalanokat szolgálja egy 40 fős átmeneti szállás és egy 30 fős éjjeli menedékhely is. 1 alkalmazott utcai szociális munkát is végez.
Az önkormányzat nyilvántartása szerint a városban 56 sportágban 132 sportegyesület működik. A legújabbak a Jégcsarnok felépülésével párhuzamosan alapított jeges sportágak. (jégkorong, gyorskorcsolya és a szinkronkorcsolya). A már említett Jégcsarnokon kívül a következő létesítmények szolgálják a sportolókat: Ostoros Károly Sportcsarnok, Városi Strandfürdő és Fedett Uszoda, Városi Sportcentrum, Városi Sportcsarnok, Dózsa-pálya, ZTE FC labdarúgóklub stadionja.

## Látnivalók

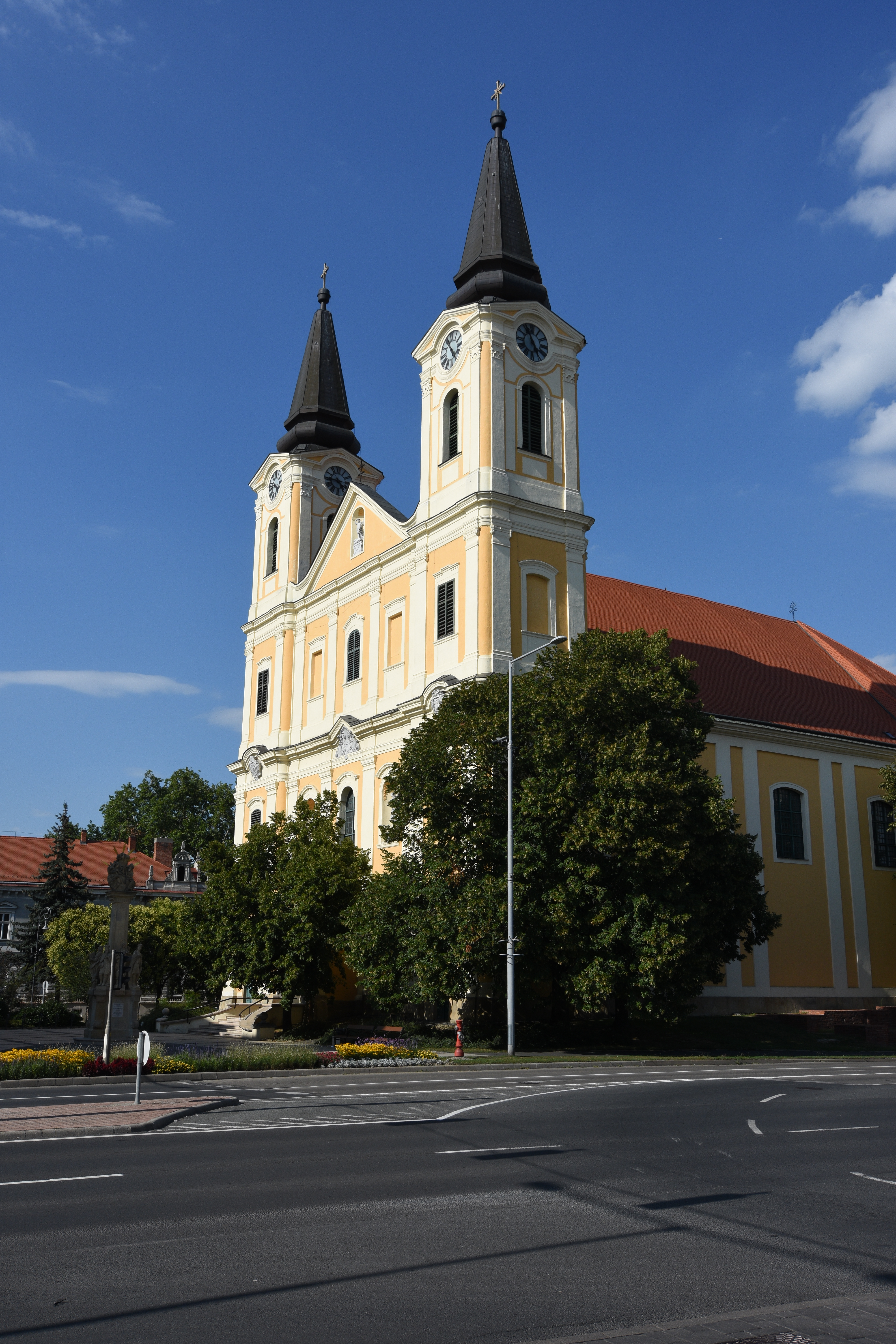
Mária Magdolna plébániatemplom

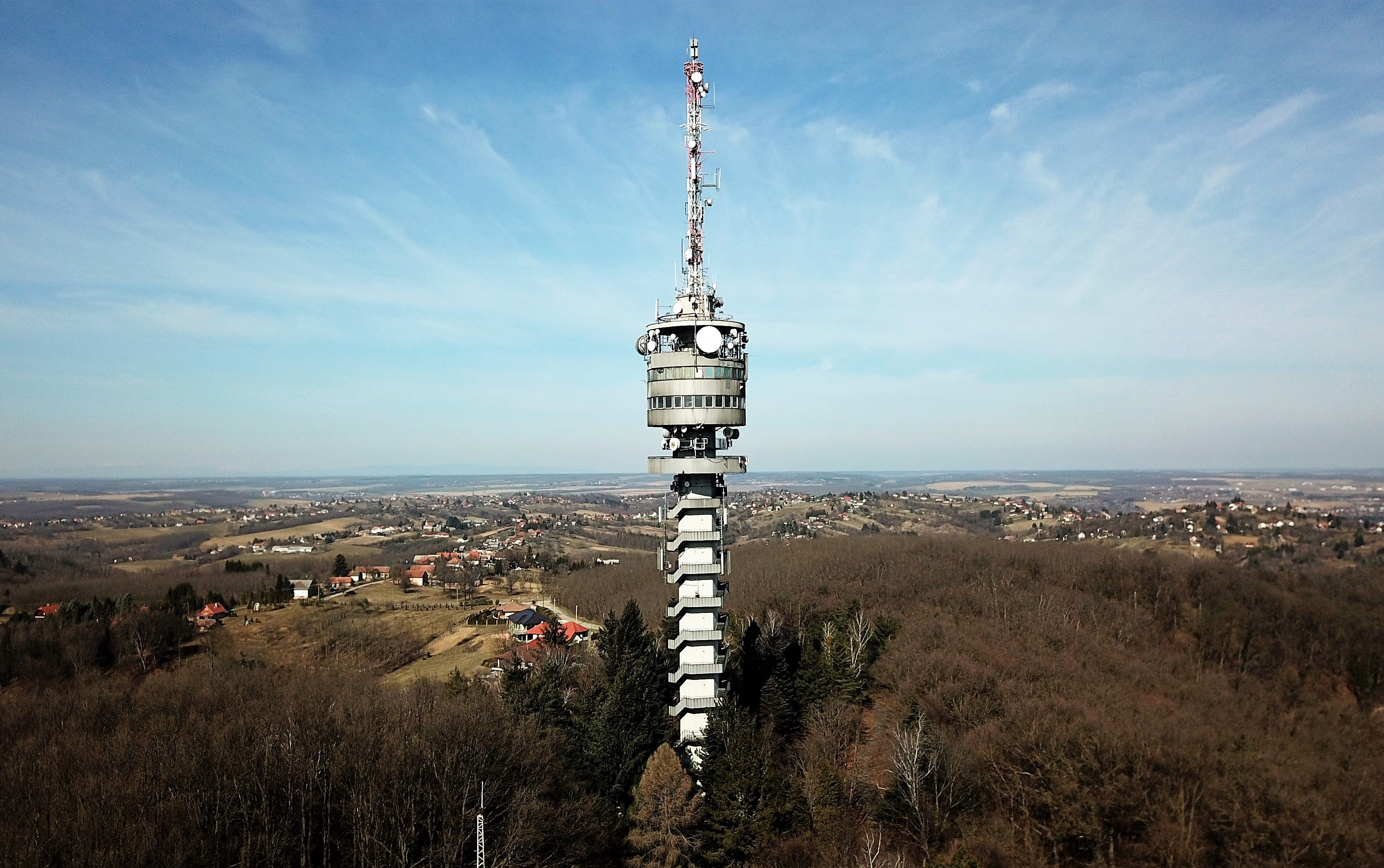
Tévétorony Bazitán

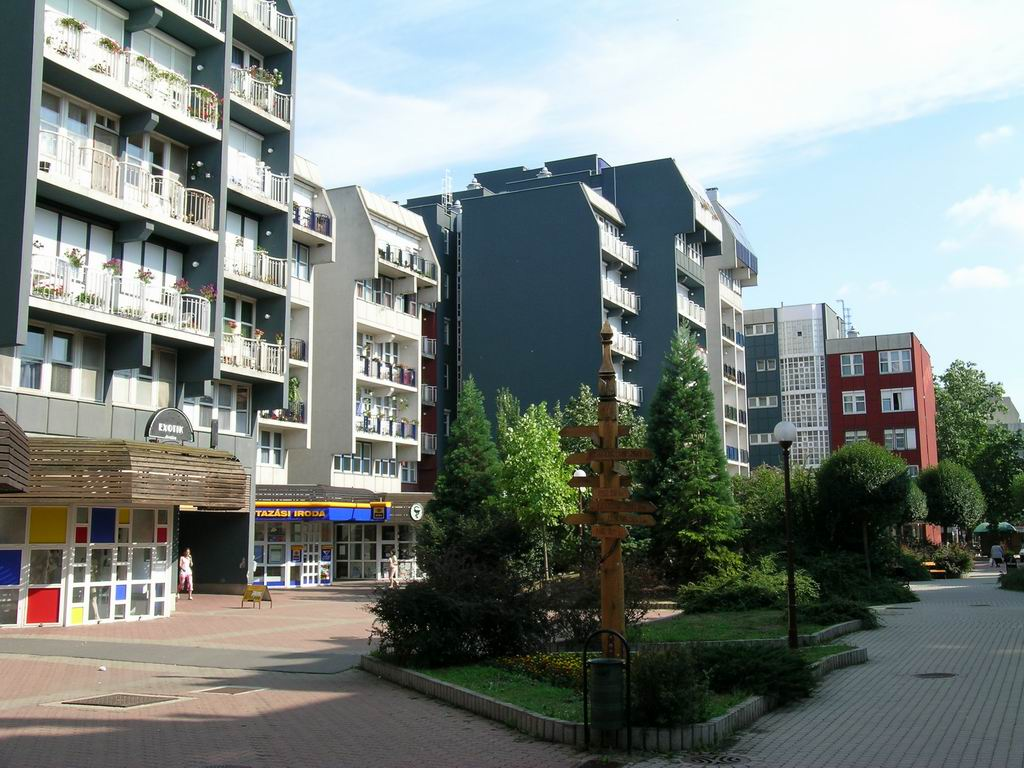
Csipkeházak

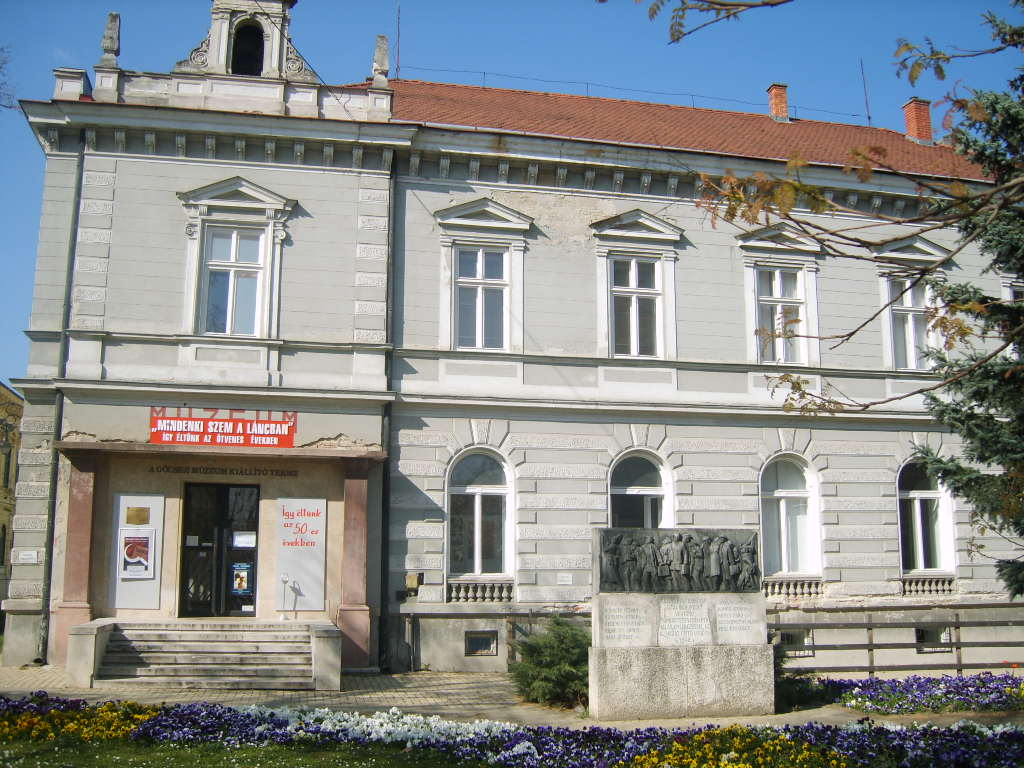
Göcsej Múzeum

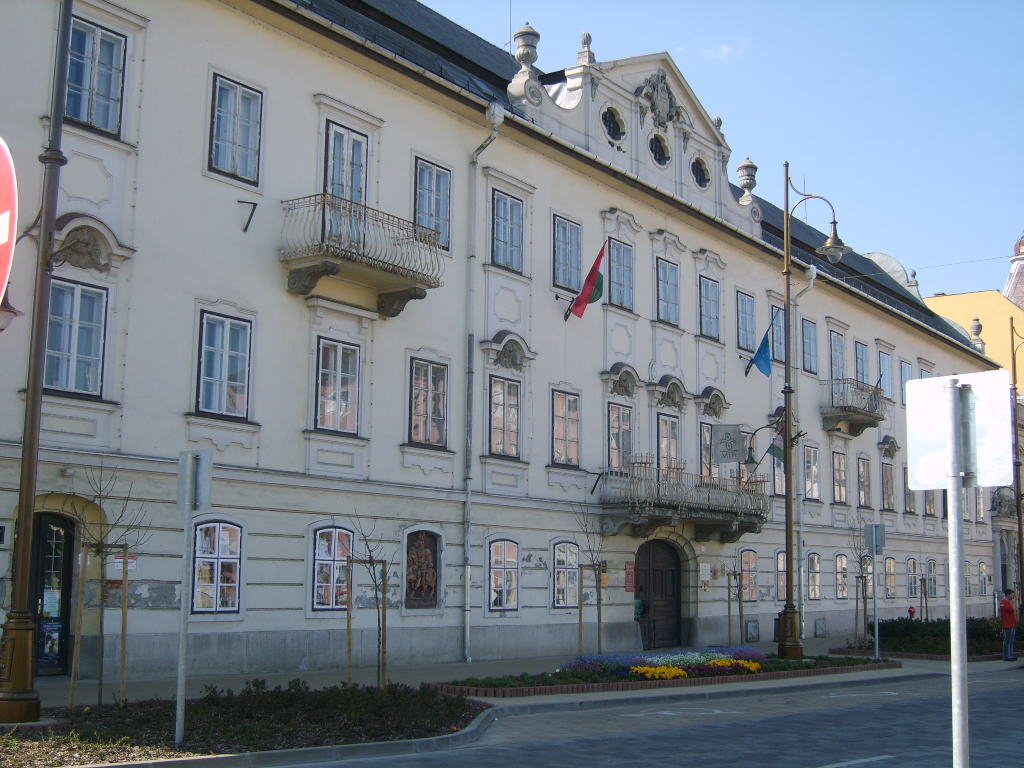
Kvártélyház

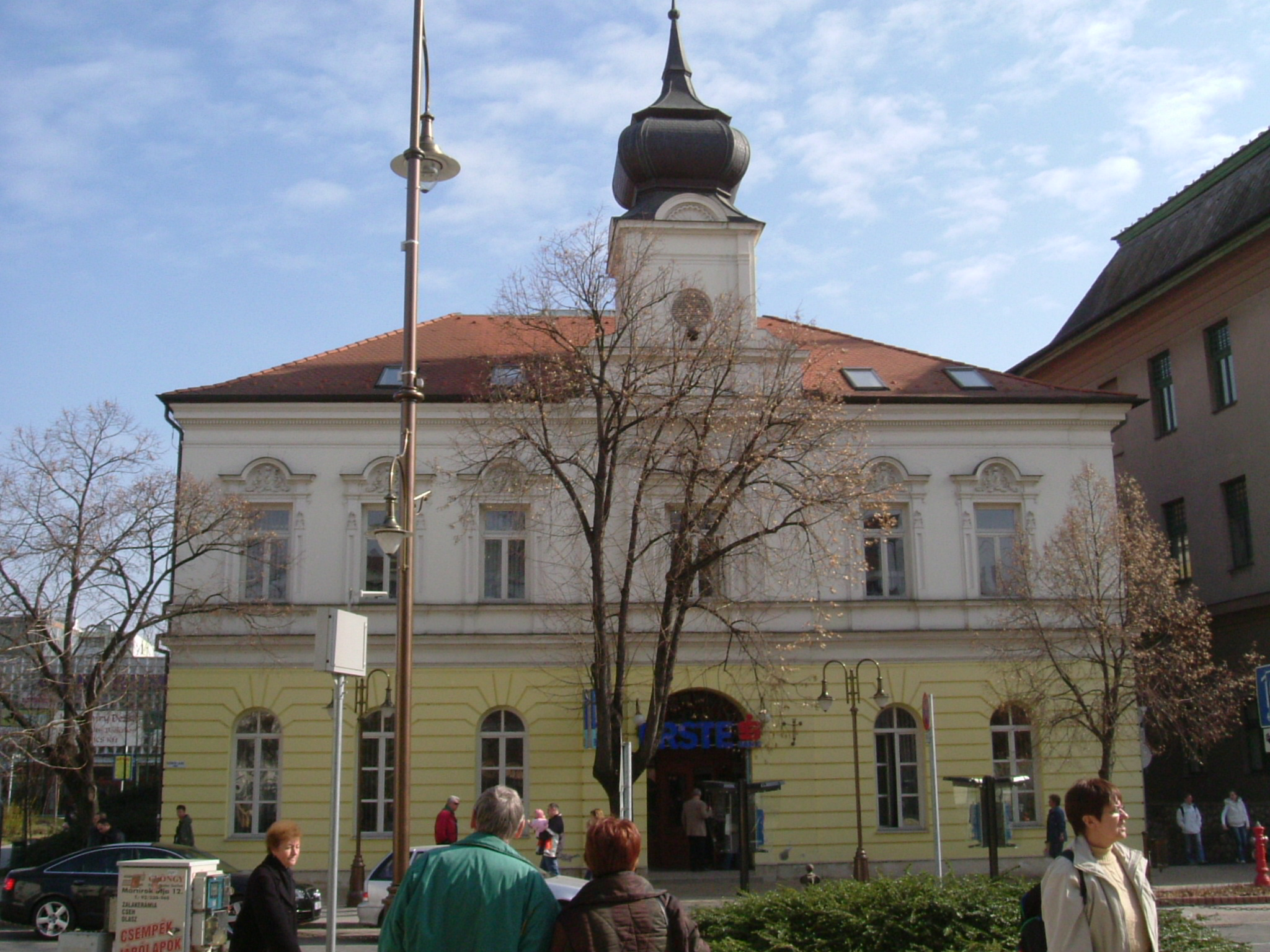
Ispita, építette Jakabffy Zoltán

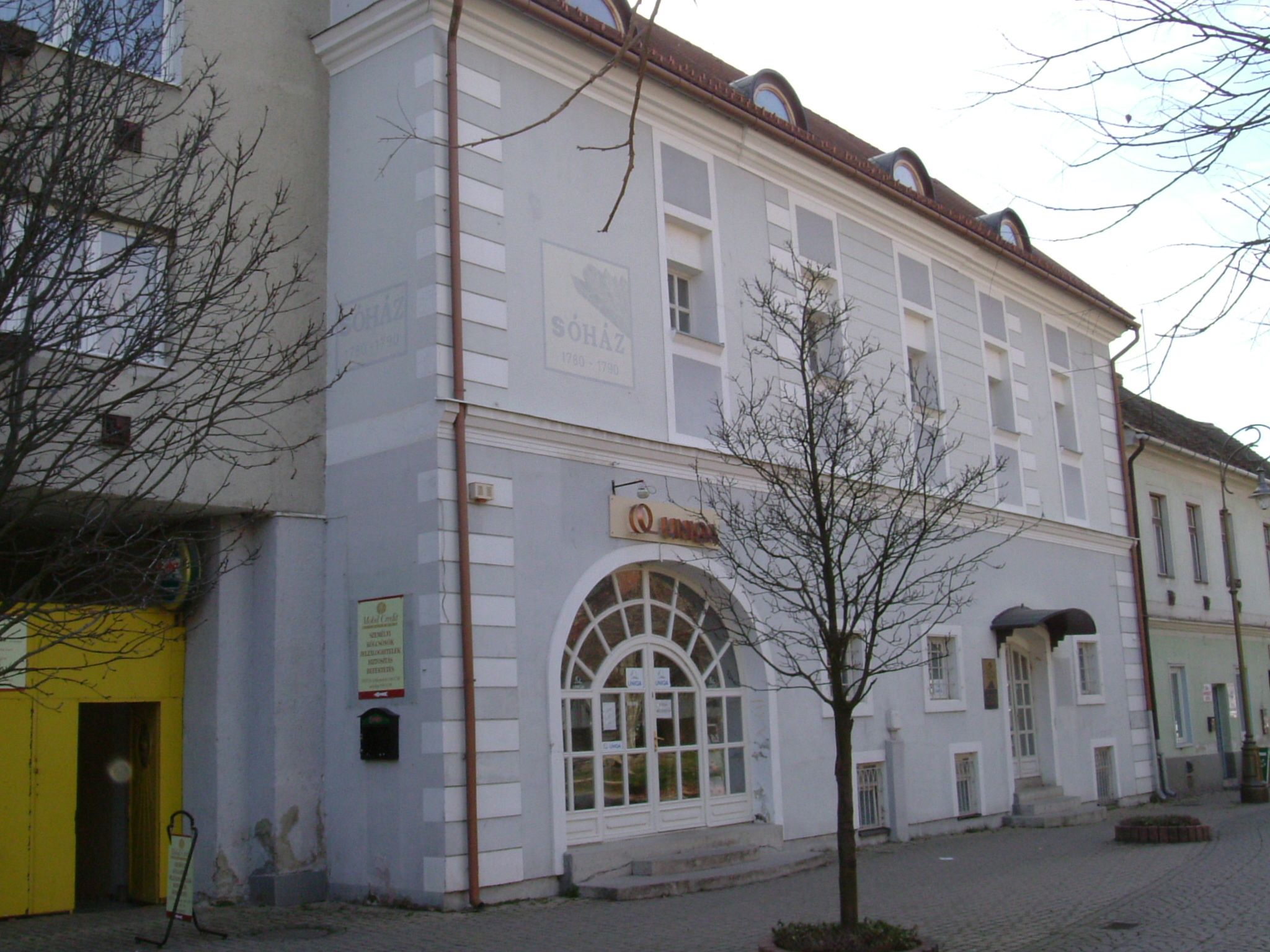
Sóház

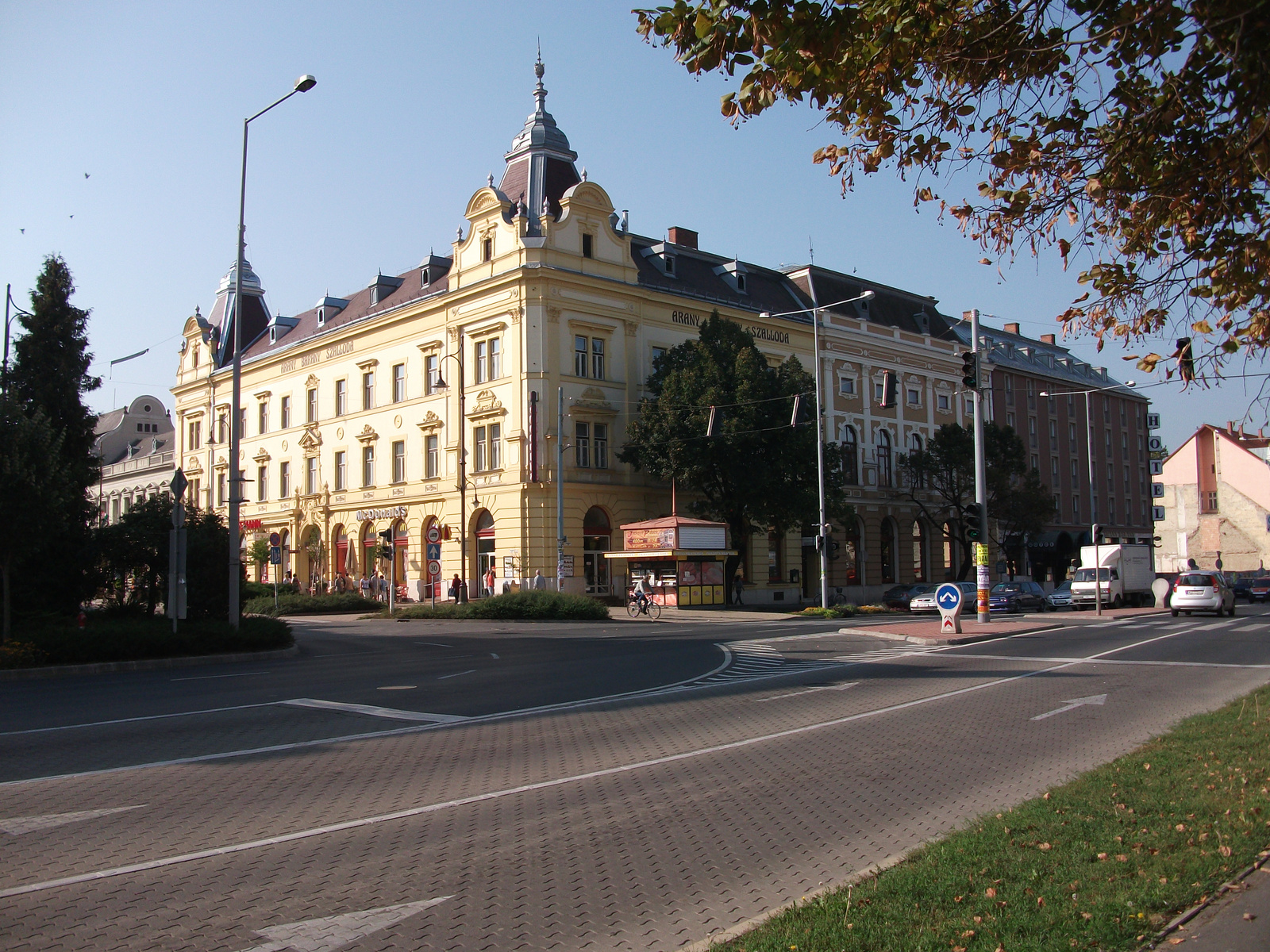
Arany Bárány Szálló

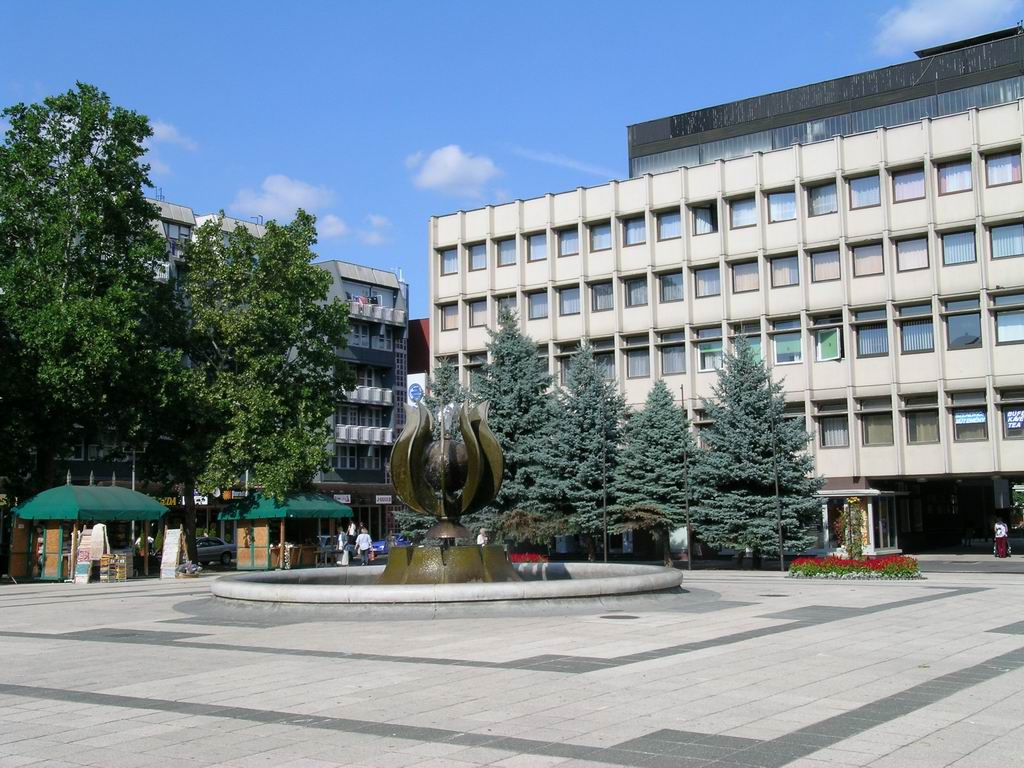
Göcseji tulipán

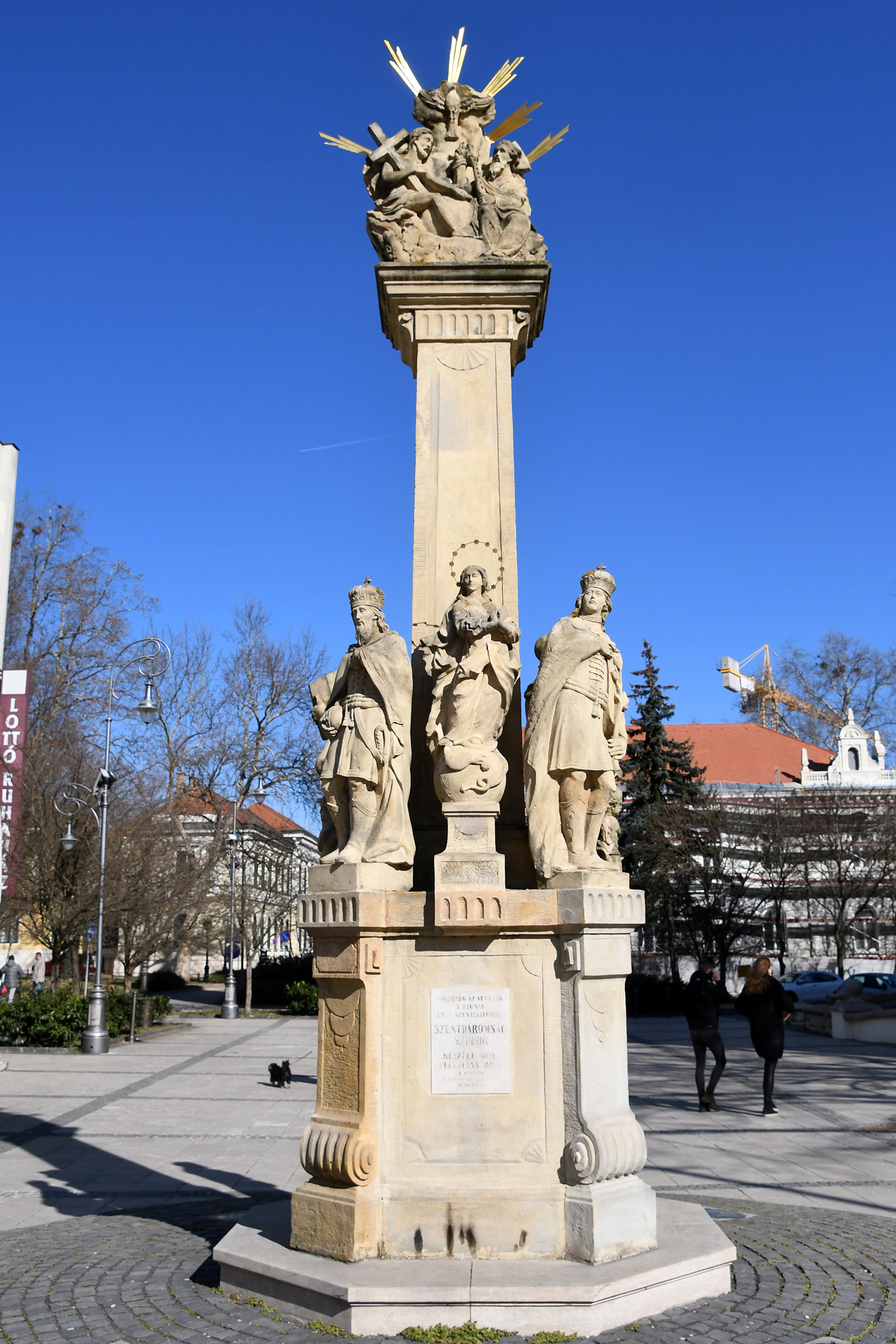
Szentháromság-szobor

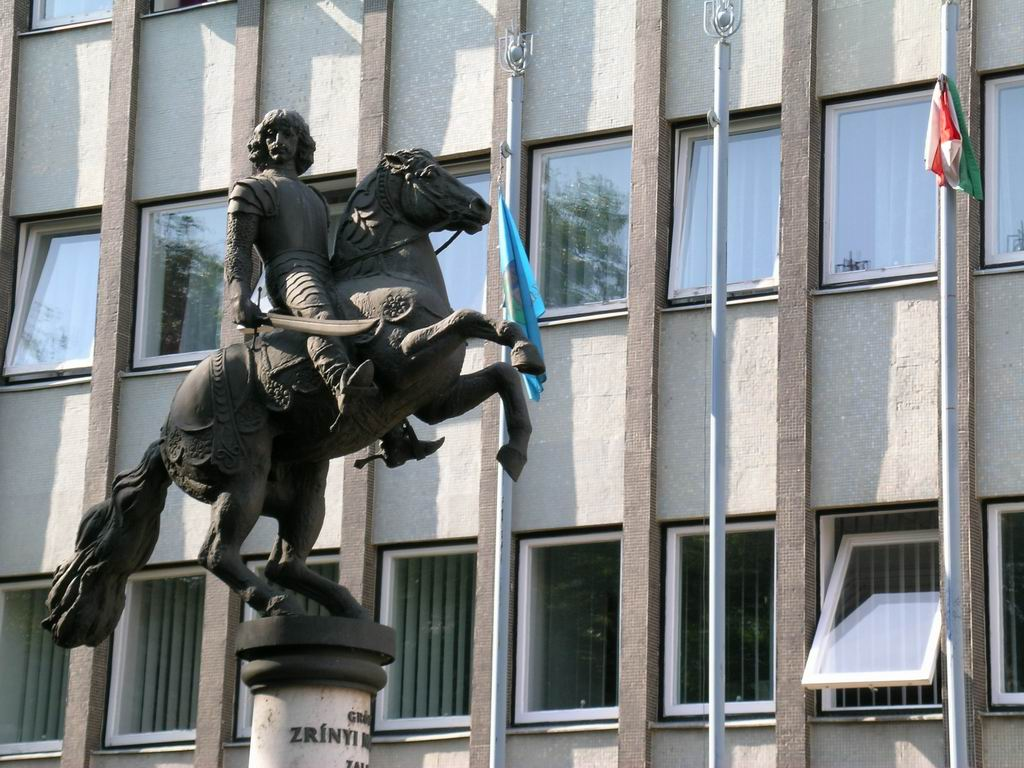
Zrínyi Miklós lovasszobra

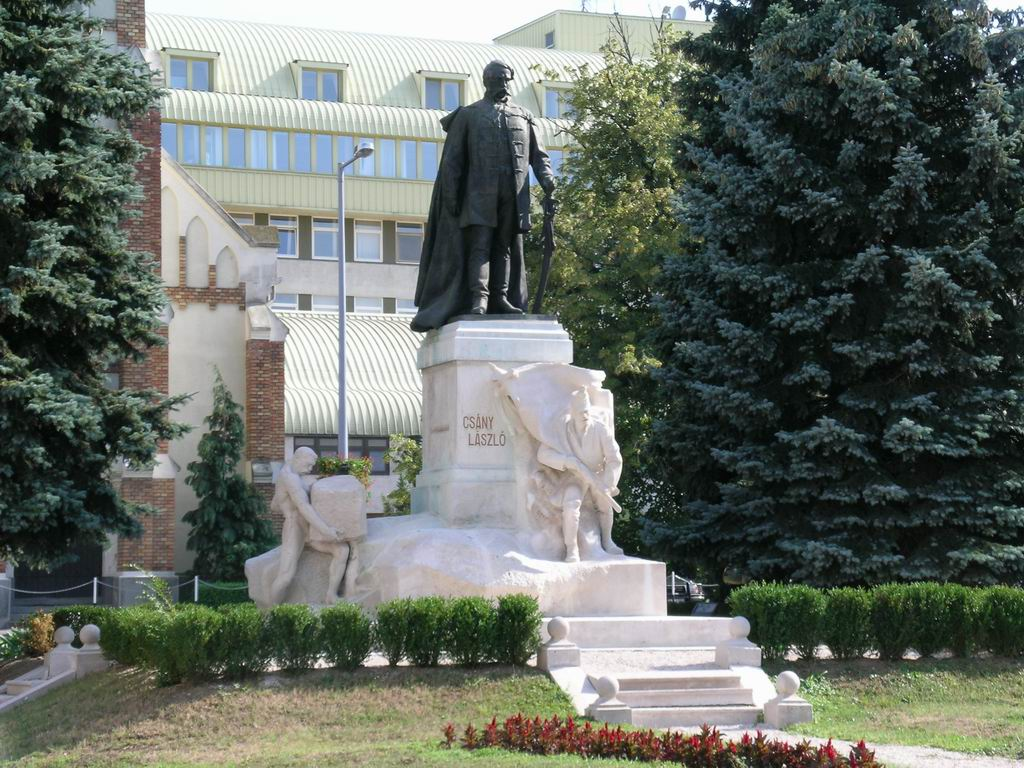
Csány László szobra

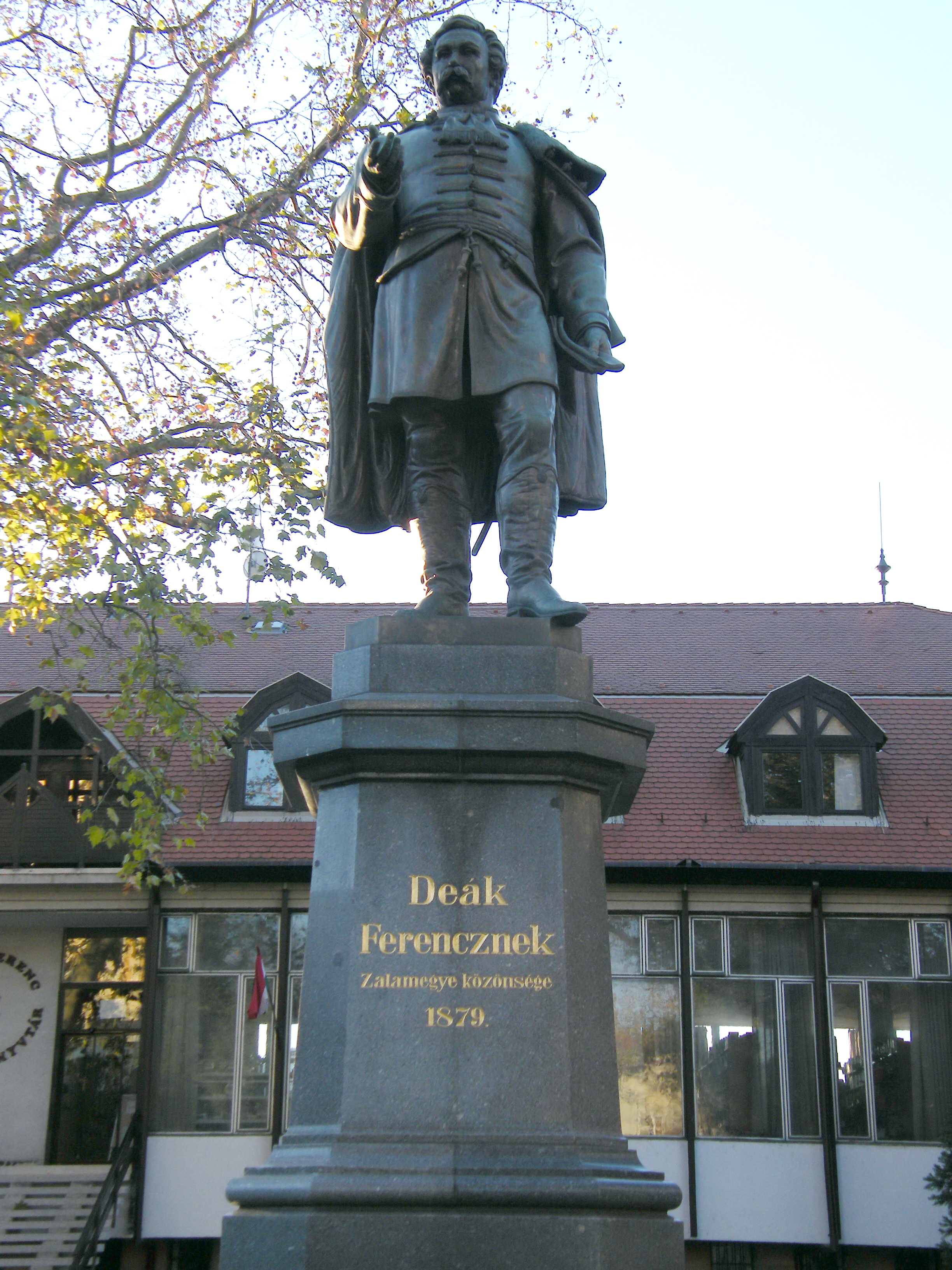
Deák Ferenc szobra

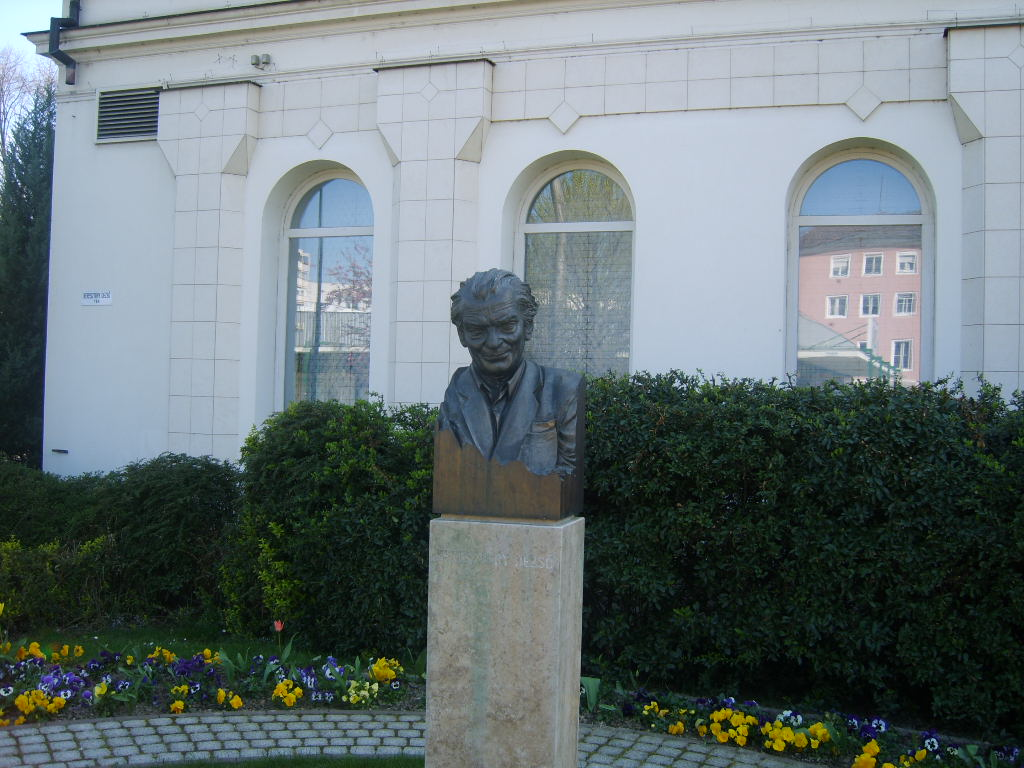
Keresztúry Dezső szobra

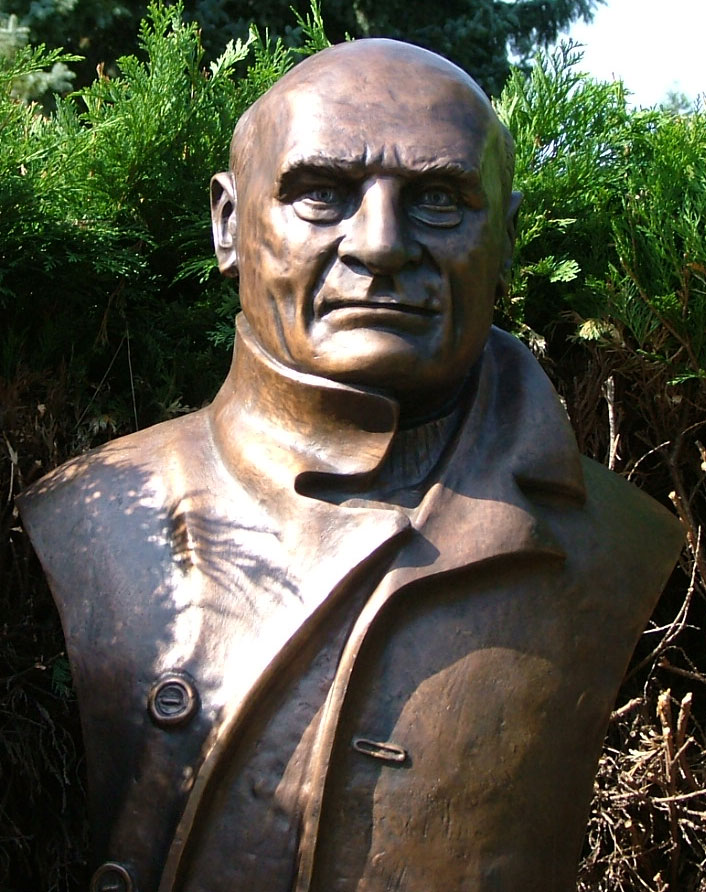
Buda Ernő mellszobra az Olajipari Múzeumban

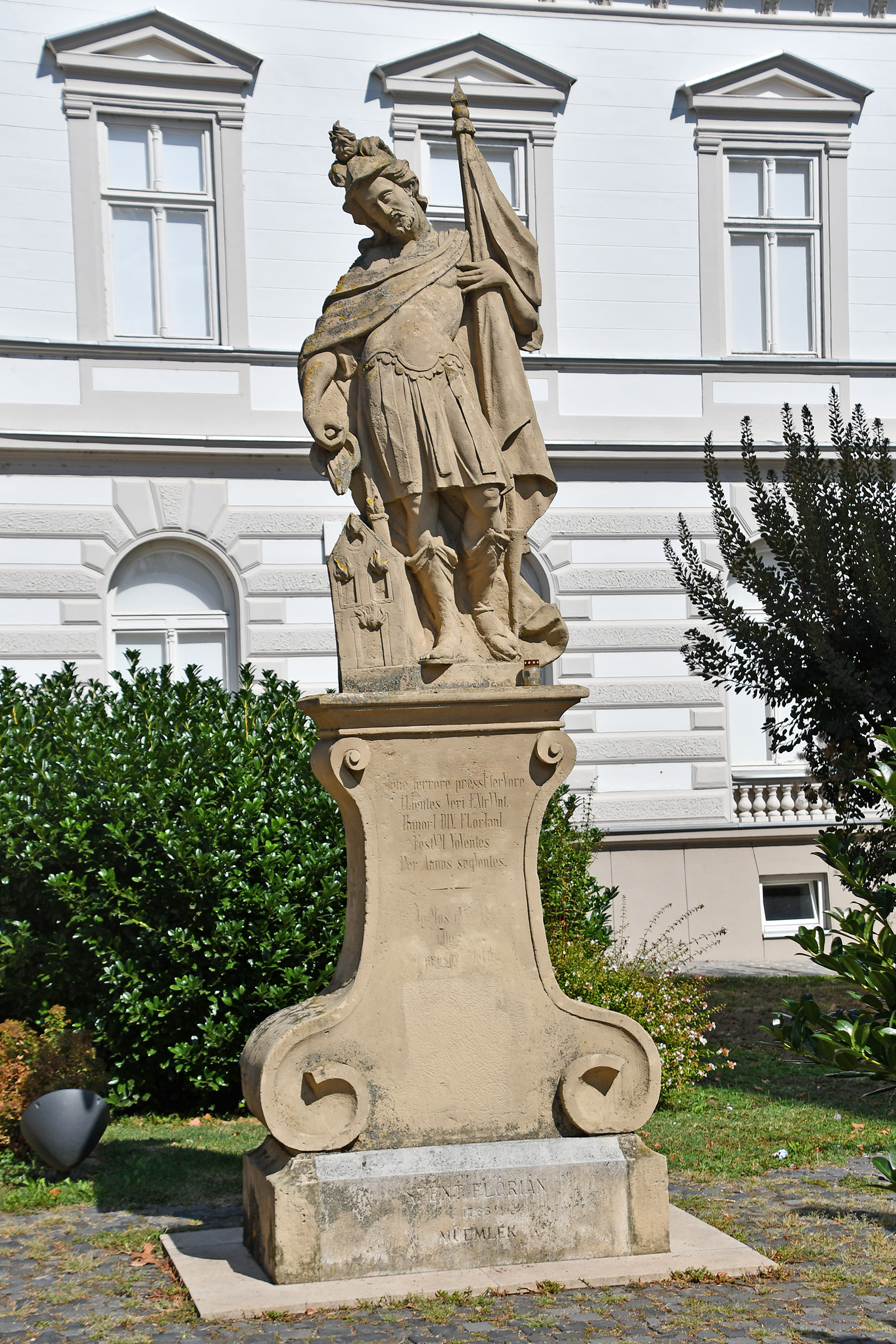
Szent Flórián szobra a Mária Magdolna plébániatemplom mellett

### Egyházi építmények
- Mária Magdolna római katolikus plébániatemplom – épült 1750–1760 között, barokk stílusú, Tierhardt József mester tervezte, a mennyezetképeket a 70-es években Haraszti Margit restaurálta. 1809-ben szentelték fel.[126][127]
- Jézus szíve ferences plébániatemplom vagy Olai templom – az Ola nevű városrészben található, 1925–1926, neobarokk stílusú, Kotsis Iván tervezte. Boldog IV. Károly király emlékére készült, 2004-ben felújították.[128]
- Szűz Mária Szeplőtelen Szíve templom – Mindszenty József emléktemploma, 2004-ben épült, Cigány István alkotása.[129]
- Református templom – Szeghalmy Bálint tervei alapján, 1942-ben épült erdélyi stílusban, fából és vörös homokkőből.
- Evangélikus templom – 1906-ból származik, neogótikus stílusú, Gerei Ernő tervezte.
- Kálvária-kápolna – 1756-ban épült barokk stílusban.
- Andráshidai templom – román stílusú, 1785-ben állították teljesen helyre.[130]
- Nagy Szent Teréz-templom – Bazita városrészben.[131]
- Árpád-házi Szent Erzsébet-templom – Szenterzsébethegy városrészben.[132]
- Szent Jakab-templom – Ebergény városrészben.[133]
- Pózvai templom[134]
- Szent Katalin-templom – Besenyő városrészben[135]
- Szent Sebestyén-templom – Csácsbozsok városrészben[136]
- Szűz Mária Szent Neve-templom – Botfa városrészben[137]

### Intézmények, infrastrukturális létesítmények
- Zalaegerszegi Törvényszék, az egykori vármegyeháza: 1730–1732 között, barokk stílusú, Franz Allio tervei szerint épült, a sidi Sidy családból való sidi Sidy Pál egerszegi alszolgabíró, építőbiztos vezetése alatt.[138]
- Kvártélyház: Mária Terézia rendeletére az átvonuló katonák szálláshelyéül 1765-ben épült.
- Arany Bárány Szálló: 1893–1894, Brenner János építész tervei szerint
- Tévétorony: 1975-ből, 95,4 m magas, a presszó magassága pedig 53,2 m.
- Csipkeházak: lakóházak Vadász György tervei szerint.
- Hagymasisakos ispita a 19. századból, a város régi kórháza.
- AquaCity – Zalaegerszegi Élmény- és Csúszdapark
- Aquapalace – Strandfürdő
- Hüvös Kastély (Mindszenty Ifjúsági Ház): ifjúsági szállásként és rendezvényhelyszínként működő műemléki épület (http://www.botfaihaz.hu/)

### Múzeumok
- Göcseji Múzeum – Zala Megyei Múzeumok Igazgatósága – 1968-ból, Kisfaludi Strobl Zsigmond szobrász- és Németh János kerámiaművész gyűjteményével.[139]
- Mindszentyneum – Mindszenty József Látogatóközpont, benne a város apátplébánosa, Mindszenty József életét, valamint az 1950-es évek egyházüldözését bemutató kiállításokkal. 2022. október 23-án nyílt meg hivatalosan.[140]
- Göcseji Szabadtéri Néprajzi Múzeum – Skanzen 1969-ből, az olai városrészben.[141]
- Finnugor Néprajzi Park – 2001-ben adták át a Skanzen kibővítéseként.[142]
- Magyar Olajipari Múzeum (röviden MOIM) – a Skanzen mellett található az olai városrészben.[143]
- Papp Simon emlékszoba – a geológus, egyetemi tanár, akadémikus hagyatékából összeállított, életét és munkásságát bemutató emlékkiállítás.[144]
- Városi Hangverseny- és Kiállítóterem – egykori zsinagóga, 1904-ben épült Stern József tervei nyomán, eklektikus stílusban bizánci elemekkel.
- Kézművesek Háza – a Gébárti-tó partján, Ságod városrészben, 1982-ben nyitotta meg kapuit.[145]
- Fazekasház – Páterdomb városrészben, 1978-ban hozták létre.[146]

### Köztéri szobrok, emlékművek
A városban körülbelül 50 köztéri alkotás található, közülük a jelentősebbek:
- Göcseji tulipán szökőkút: 1985-ből, alkotói: Szabolcs Péter szobrászművész és Pelényi Gyula építész.
- Keresztury Dezső szobra a Keresztury téren.
- Táncoló lány: bronzszobor, Medgyessy Ferenc alkotása, a Szivárvány című televíziós vetélkedőn nyerte el a város.
- Mindszenty József szobra.
- Zrínyi Miklós lovasszobra: 1989, Tóth Béla alkotása.
- Csány László szobra: 1931-ben állították fel, Istók János alkotása.
- Deák Ferenc szobra: 1879. szeptember 1-jén állították fel, Vay Miklós alkotása. A legelső Deák-szobor volt Magyarországon.
- Szentháromság-szobor: a Mindszenty téren, 2006 szeptemberében újították fel.
- Kis makrancos: a szobor Kisfaludi Strobl Zsigmond alkotása, 1966-tól áll a helyén.
- Liliom: szintén Kisfaludi Strobl Zsigmond alkotása ez az aktot ábrázoló szobor a Vizslaparkban, 1967-ből.
- IV. Béla király szobra.
- Zenélő óra a Polgármesteri Hivatal előtt.
- A 377-es „Gizike” gőzmozdony a vasútállomás mellett.
- Kálvin János mellszobra a református templom mellett.
- Immaculata-szobor az olai templom kertjében.
- A „földi toronyóra” a Hevesi Sándor Színház előtt. Az óraművet Preisz József és Kancsal Miklós állították helyre, a kerámia díszítés Németh János műve.[148]
- Olajkutatók Grantner Jenő szobra 1970-ből a Lordok Háza homlokzatán.[149]
- Ho Si Minh szobra, Marton László szobrász alkotása 1976-ból.
- Wass Albert szobra a Dózsa ligetben 2008-ból.[150]

### Természeti látnivalók
- Azáleás-völgy – az Alsóerdő botanikailag védett területe.
- Csácsi arborétum – Zalaegerszeg északkeleti határában, Csácsbozsok városrészben, a városközponttól kb. 4 km-re található 60 hektáros védett terület.

A Csácsi arborétumon kívül helyi védettség alá került a Deák téri park, a platánsorok, a Dózsa liget, a Palatinus vendéglő kertje, a szenterzsébethegyi gesztenyefa, az olai temetőben és vasútállomásnál lévő hársfák és botfai vadgesztenyesor. Ez a lista 2010-ben még öt taggal bővült: a Parkerdővel, a Pálosfai-patak völgyével, a Bozsoki-dombbal, a Szabadság utcai gömbkőris fasorral és az Andráshida utcában levő parkkal.
- Gébárti-tó: 1975-ben két kis patak felduzzasztásával létrehozott mesterséges tó.

## Oktatási intézmények

### Felsőoktatási intézmények
- Pannon Egyetem Gazdálkodási Kar Zalaegerszeg
- Egészségügyi Főiskola: Pécsi Tudományegyetem Egészségügyi Főiskolai Kar Zalaegerszegi Képzési Központ
- Pécsi Tudományegyetem Felnőttképzési és Emberi Erőforrás-fejlesztési Karának Zalaegerszegi Kihelyezett Tanszéke
- Budapesti Műszaki és Gazdaságtudományi Egyetem Gépészmérnöki Kar Zalaegerszegi Kihelyezett Képzés
- Gábor Dénes Műszaki Informatikai Főiskola (távoktatási helyszín)

### Középiskolák
- Mindszenty József Általános Iskola, Gimnázium és Kollégium
- Kölcsey Ferenc Gimnázium
- Zrínyi Miklós Gimnázium
- Ady Endre Művészeti Általános Iskola és Gimnázium
- Zalaegerszegi Szakképzési Centrum (ZSZC)
  - ZSZC Báthory István Technikum
  - ZSZC Csány László Technikum
  - ZSZC Deák Ferenc Technikum
  - ZSZC Ganz Ábrahám Technikum
  - ZSZC Munkácsy Mihály Technikum
  - ZSZC Széchenyi István Technikum

### Általános iskolák
- Ady Endre Általános Iskola, Gimnázium és Alapfokú Művészetoktatási Intézmény
- Belvárosi Általános Iskola
  - Petőfi Sándor Székhelyiskola Archiválva 2007. március 15-i dátummal a Wayback Machine-ben
  - Dózsa György Tagiskola Archiválva 2007. november 8-i dátummal a Wayback Machine-ben
- Kertvárosi Általános Iskola
  - Zalaegerszegi Eötvös József Általános Iskola
  - Liszt Ferenc Tagiskola
- Landorhegyi és Pais Dezső Általános Iskola
  - Landorhegyi Székhelyiskola
  - Pais Dezső Tagiskola Archiválva 2007. március 8-i dátummal a Wayback Machine-ben
- Izsák Imre ÁMK
- Öveges József ÁMK Archiválva 2007. augusztus 9-i dátummal a Wayback Machine-ben
- Béke ligeti Általános Iskola és Speciális Szakiskola
- Pálóczi Horváth Ádám Alapfokú Művészetoktatási Intézmény[halott link]
- Mindszenty József Általános Iskola, Gimnázium és Kollégium

### Óvodák
- Belvárosi I. sz. Integrált Óvoda
  - Ady utcai Székhelyóvoda
  - Mikes K. utcai Tagóvoda
  - Ságodi úti Tagóvoda
  - Kis utcai Tagóvoda
- Belvárosi II. sz. Integrált Óvoda
  - Radnóti utcai Székhelyóvoda
  - Petőfi utcai Tagóvoda
  - Kosztolányi D. téri Tagóvoda
  - Szent László úti Tagóvoda
- Kertvárosi Integrált Óvoda
  - Csillag közi Székhelyóvoda
  - Napsugár utcai Tagóvoda
- Landorhegyi Integrált Óvoda
  - Űrhajós utcai Székhelyóvoda
  - Kodály Zoltán utcai Tagóvoda
  - Bazitai Tagóvoda
  - Landorhegyi úti Tagóvoda
  - Öveges ÁMK Óvoda Archiválva 2007. augusztus 9-i dátummal a Wayback Machine-ben
  - Izsák ÁMK Óvoda
- Szent Család Óvoda
- OGESZ

## Kulturális intézmények
- Apáczai ÁMK
- Deák Ferenc Megyei Könyvtár
- Gönczi Ferenc ÁMK és Közép-európai Kulturális Intézet
- Griff Bábszínház
- Hevesi Sándor Színház – honlap
- Izsák Imre ÁMK Archiválva 2007. január 28-i dátummal a Wayback Machine-ben
- József Attila Városi Könyvtár
- Kósart
- Városi Hangverseny- és Kiállítóterem
- Városi Művelődési Központ
- Zala Megyei Levéltár
- Kvártélyház Szabadtéri Színház
- Zala Megyei Művelődési és Pedagógiai Intézet
- Zalai Nyári Színházak Kht.
- Zalai Táncegyüttes

## Média

### TV stúdiók
- Zalaegerszegi Televízió

### Rádióállomások
- Best FM – Zalaegerszeg FM 88,9 MHz
- Rádió 1 – Zalaegerszeg FM 95.8 MHz
- Egerszeg Rádió – Zalaegerszeg FM 95.1 MHz
- Mária Rádió – Zalaegerszeg FM 104,4 MHz[153]

### Megszűnt rádióállomások
- N-Joy Rádió – Zalaegerszeg, FM 88,9 MHz (2006-2013)
- Egerszeg Rádió European Hit Radio 92,9 MHz (2003-2010)
- Helikon Rádió – Zalaegerszeg FM 95.8 MHz (2012-2019) Helikon Rádió Egerszeg

### Helyi újságok, magazinok
- Zalai Hírlap
- Zalai Est
- ZalaEgerszeG
- ZTE Aréna Magazin

## Sportélete
A városban hagyományosan jelentős a sportélet, rendelkezik első osztályú labdarúgó, női és férfi kosárlabda, sakk és tekecsapattal, egyéni sportok közül jelentős az úszás, az atlétika, a sportlövészet, a tenisz és a tájfutás.
Többször rendeztek itt jelentős sporteseményt: 1983-ban a tájfutó világbajnokságnak, 2004-ben a női kézilabda Európa-bajnokság csoportmérkőzéseinek, 2005-ben vívó Európa-bajnokságnak és U19-es női labdarúgó Európa-bajnokságnak adott otthont Zalaegerszeg. 2024-ben a városban rendezik meg a teke világkupát, a világ legjobb női és férfi klubjaival. 

### Sportlétesítmények
- Jégcsarnok
- Ostoros Károly Sportcsarnok
- Városi Strandfürdő és Fedett Uszoda
- Városi Sportcentrum
- Városi Sportcsarnok
- Dózsa-pálya
- ZTE FC labdarúgóklub stadionja és a műfüves pálya
- Andráshidai sportcentrum
- Ebergényi úti lőtér[159]

### Egyesületek
| - ZTE FC honlap - ZTE KK - Zala Volán ZTE - ZTK-FMVas - Andráshida SC Archiválva 2008. április 29-i dátummal a Wayback Machine-ben - Forest-ZTE - Zalaszám-ZAC - ZTC- Zalaegerszegi Tájékozódási Futó Club | - Zalaegerszegi Úszó Klub - ZalaPredators Archiválva 2008. május 12-i dátummal a Wayback Machine-ben - Zalai Titánok Jégkorong Klub - Szinkronkorcsolya Csoport - Zalatriatlon - Zalaegerszegi Kick-Box Sportegyesület - Zalaegerszegi Aszfaltszaggatók SE - Gála Társastáncklub Egyesület - Göcsej Kutya Klub - Egerszegi Bringa Klub | - Zalaegerszegi KSE - Gedeon Ferenc Sárkányrepülő Egyesület - Göcsej Sportegyesület - Hunyadi Horgászegyesület - Kinizsi Hagyományőrző Lovasklub - Zalaegerszegi Vívóegylet - Zalaegerszegi Birkózó SE - Göcsej Környezetvédő, Tájékozódási és Futó Egyesület |  |

- Albatrosz Tánc Sport Egyesület

### Híres zalaegerszegi kötődésű sportolók
- Bakos György Európa-bajnok gátfutó
- Bencze Tamás kosárlabdázó, szövetségi kapitány
- Bérces Edit szuper- maratoni futó, világ- és Európa-bajnok, világrekorder
- Berzicza Tamás hatszoros magyar bajnok, világ és Európa-bajnoki 2., olimpiai 6. helyezett (1996 Atlanta) birkózó
- Bodrogi Csaba hetvenszeres magyar válogatott, kosárlabda játékos.
- Gombos Zsolt magyar bajnok EB, VB helyezett olimpikon (1992 Barcelona, 1996 Atlanta) birkózó
- Horváth Tamás nemzetközi sakkmester, az ötszörös magyar bajnok Csuti SK szakvezetője, volt szövetségi kapitány
- Illés Fanni válogatott úszó, paralimpikon-szépségkirálynő
- Kámán Tamás kilencvenötszörös magyar válogatott kosárlabda játékos
- Mányoki Attila hosszútávúszó
- Molnár Adél válogatott triatlonista
- Péter Zoltán válogatott labdarúgó
- Portisch Lajos nemzetközi sakkmester, a Nemzet Sportolója, sakkolimpiai bajnok
- Porubszky Mária sakkozó, csapatban ezüst- és bronzérmes a sakkolimpián
- Répási Róbert autóversenyző, rallycross magyar bajnok
- Rozsnyói Sándor olimpiai ezüstérmes, Európa-bajnok atléta
- Sallai Alexandra úszó
- Szanati László magyar bajnok, veterán világbajnok (2007) birkózó
- Soós István válogatott labdarúgó, sokáig a ZTE gólrekordere
- Szőcs János labdarúgóedző, szövetségi kapitány
- Szűcs József válogatott kosárlabdázó, kétszer az év legjobb magyar férfi játékosa
- Kozáry Ágnes atléta, sprinter, olimpikon (1992 Barcelona)
- Horváth Gergely atléta, gerelyhajító, olimpikon (2004 Athén)
- Kálovics Anikó atléta, hosszútávfutó, olimpikon (2008 Peking)

## Híres emberek

### Híres egerszegi kötődésű művészek, tudósok, közéleti személyiségek
- Andics Tibor színész

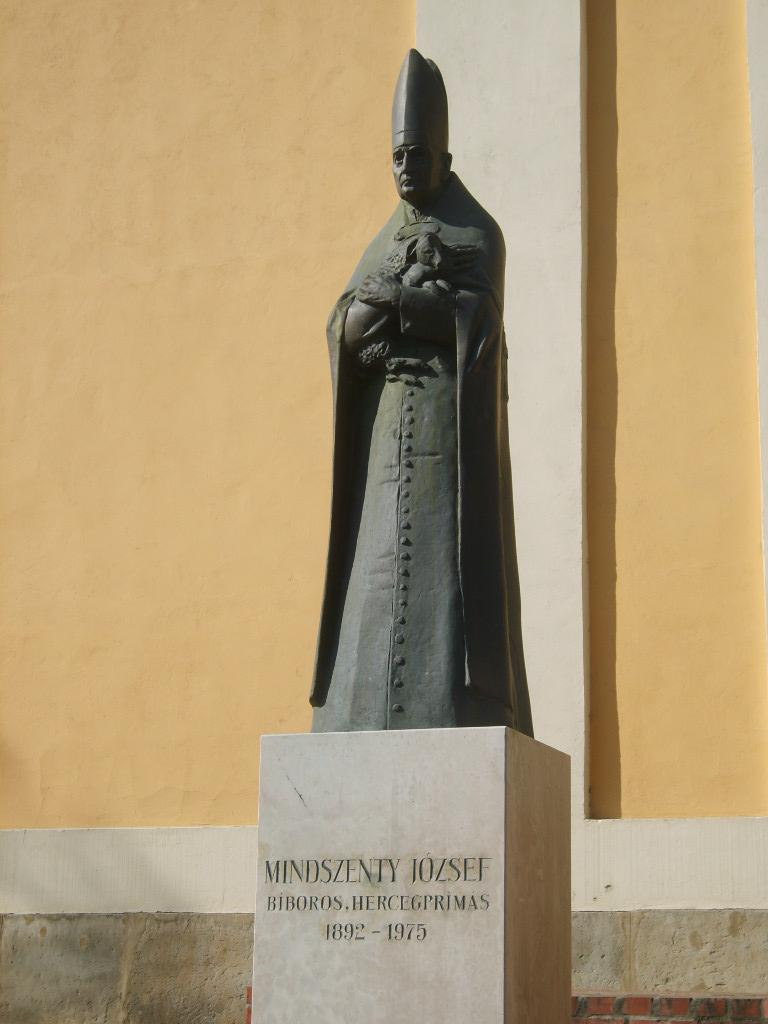
Mindszenty József szobra, aki 1917. január 26-ától lett a zalaegerszegi főgimnázium hittanára

- Balogh Tamás színész, a Hevesi Sándor Színház örökös tagja
- Baráth Etele politikus, sportvezető
- Bereményi Géza rendező, dramaturg, író, 1997–2006 között a Hevesi Sándor Színház művészeti vezetője
- Besenczi Árpád színigazgató, színész
- Vitéz boldogfai Farkas Sándor (1880–1946) ezredes, a Vitézi Rend Zala vármegyei székkapitánya, az Országos Nemzetvédelmi Bizottság megyei parancsnoka.
- Bocsáry Kálmán (1890−1969) magyar ügyvéd, országgyűlési képviselő
- Boldogfai Farkas Sándor (1907–1970) magyar szobrász, éremművész, aki műveit végrendeletében a városra hagyta
- Borhy Gergely színművész
- Borsos Beáta színművész
- Boldogfai dr. Farkas Tibor (1883–1940) jogász, legitimista politikus, a zalaegerszegi választókerület országgyűlési képviselője.
- Botfy Lajos (1847–1900) polgármester
- Brád András (1940–1991) Munkácsy Mihály-díjas magyar divattervező, iparművész, a Zalaegerszegi Ruhagyár vezető divattervezője
- Czegő Teréz színművész
- Czobor Mátyás (1875–1957) polgármester
- Császár Ferenc (1807–1858) jogász, költő
- Csizmadia Szilárd csillagász
- Csuka Mónika Máté Péter-díjas énekes, zeneszerző
- Dandi Kis Károly (1909–1969) cigányprímás, jogdíjas zeneszerző, akinek hegedűjét a mai napig a Göcseji Múzeumban őrzik
- Deák Ferenc (1803–1876) Zala megyei országgyűlési képviselő, igazságügy-miniszter
- Degré Alajos (1909–1984) jogtörténész
- Dominkó István zongoraművész
- Dömötör András színművész, rendező, tanár
- Dús László festőművész
- Ecsedi Erzsébet színművész
- Egervári Klára színművész, a Hevesi Sándor Színház örökös tagja
- Fangler Béla (1877–1952) jogász, árvaszéki ülnök, nemzetgyűlési képviselő, az alsólendvai ellenforradalom szervezője
- Farkas Ferenc szobrász
- Fekete György Munkácsy Mihály-díjas belsőépítész, egyetemi tanár, akadémiai elnök
- Fischer György (1956–2012) szobrász
- Frimmel Gyula grafikus
- Gábor Miklós (1919–1998) Kossuth-díjas magyar színművész, érdemes és kiváló művész, a Halhatatlanok Társulatának örökös tagja
- Gácsi Mihály (1926–1987) grafikus
- Galambos Attila színművész, író, drámaíró, műfordító
- Gergely Ágnes költő, műfordító
- Gurnik Ilona Jászai Mari-díjas színművész
- György János színművész
- Hajmássy Miklós (1900–1990) magyar színművész, színigazgató.
- Hetényi Pál (1935–1994) színművész
- Horváth István Sándor (1969) katolikus pap, egyházi író, blogger
- Huber Gyula nótaszerző
- Izsák Imre Gyula (1929–1965) csillagász
- Kaczor Ferenc zenei előadó
- Kandász Andrea (1971) televíziós főszerkesztő-műsorvezető-producer
- Karvalits Ferenc közgazdász
- Keresztury Dezső (1904–1996) irodalmár, irodalomtörténész
- Kiss Tamás (1936–) városépítész, megyei főépítész, több helyi épület és városfejlesztési terv – közte a csatolt területekkel növelt város fejlesztési terve – készítője, később Veszprém főépítésze, illetve belügyminisztériumi főtanácsos
- Kisfaludi Strobl Zsigmond (1884–1975) szobrászművész, aki Alsórajkon született, s a műveit végrendeletében a városra hagyta.
- Kóczián Géza (1942–1987) gyógyszerész
- Kosaras Vilmos színművész, rendező
- Kovács Károly (1839–1904) polgármester
- R. Kárpáti Péter színművész
- Kaszás Géza színművész
- Lakatos Máté színművész
- Máriáss József (1920–1991) színművész
- Mester Edit színművész
- Mindszenty József (eredeti nevén Pehm József, 1892–1975) bíboros, esztergomi érsek
- Németh János szobrász
- Orosz Iván (1902–1974) költő, novellista, aki 1924-1927 között szerkesztője és kiadóhivatali igazgatója volt a Zalamegyei Újságnak
- Orosz György Jászai Mari-díjas rendező
- Öveges József fizikus
- Pais Dezső (1886–1973) nyelvész
- Paragi Zsolt csillagász
- Péntek Imre (1942) József Attila-díjas költő, a Pannon Tükör folyóirat főszerkesztője (2003–)
- Réthelyi Miklós orvos, miniszter
- Ruszt József (1937–2005) rendező, színházigazgató
- Szabolcs Péter szobrász
- Szalai Annamária politikus
- Szerdakellyi Károly építész, főépítész
- Szőke Zoltán színművész
- Takács Vilmos(Vilkó) 2014-ig a Hollywood Rose GnR tribute zenekar gitárosa, 2014-től Ganxsta Zolee és a Kartel gitárosa
- Tóth Eleonóra Aase-díjas színművész
- Tóth János Rudolf, a Cyklon, a Bergendy és a Hobo Blues Band legendás zenésze itt született.
- Tunyogi Péter (1947–2008) a P. Mobil egykori tagja, a Mobilmánia énekese
- Udvardi és básti Udvardy Ignác (1848–1920) zalaegerszegi felső kereskedelmi iskolaigazgató, a Zalamegye hetilap lapkiadója, tulajdonosa.
- Udvardi és básti Udvardy Ignác Ödön (1877–1961) festőművész, rajztanár.
- Udvardi és básti Udvardy Jenő (1880–1941) jogász, kormányfőtanácsos, a zalaegerszegi ügyvédi kamara elnöke, a zalaegerszegi úri Kaszinó és a zalaegerszegi Munkás és Betegsegélyző Egylet elnöke, a Vármegyei takarékpénztár Rt. ügyésze és igazgatóságának tagja.
- Vajda Lajos (1908–1941) festőművész
- Vágó Bernadett színművész, énekes, Beren Saat török színművész állandó magyar hangja
- Verebes István (1948) színművész, műsorvezető
- Wlassics Gyula (1852–1937) jogász, közjogi író, vallás- és közoktatásügyi miniszter, az MTA tagja.
- Zsidó Sándor ügyvéd, országgyűlési képviselő

### Díszpolgári címet kaptak
- Dr. Pais Dezső nyelvészprofesszor – 1964
- Kisfaludi Strobl Zsigmond szobrászművész – 1970
- Dr. Keresztury Dezső író, irodalomtörténész, akadémikus – 1975
- Baráth Lajos, az építőipar nyugdíjasa – 1975
- Nátrán János, a Városi Tanács nyugalmazott tanácselnöke – 1985
- Portisch Lajos nemzetközi sakknagymester – 1989
- Németh János Munkácsy-díjas keramikusművész – 1994
- Dr. Degré Alajos jogtörténész, kandidátus – 1995
- Vajda József tanár, népzenegyűjtő – 1996
- Izsák Imre csillagász, égi mechanikus – 1997
- Németh József múzeumigazgató, irodalomtörténész – 2000
- Pék József nyugalmazott belügyminisztériumi tanácsos – 2001
- Fekete György Munkácsy-díjas belsőépítész, egyetemi tanár, akadémiai elnök – 2003
- Farkas Imre, a Zalahús Rt. elnök-vezérigazgatója – 2004
- Dr. Hóbor Erzsébet, a Közigazgatási Hivatal vezetője – 2005
- Rosta Sándor, a POFOSZ és az 56-os Hagyományőrző Egyesület tiszteletbeli elnöke – 2006
- Dr. Szalczer Lajos szemész főorvos – 2007.[161]
- Dr. Marx Gyula orvos, országgyűlési képviselő – 2009[162]

Lásd még: Nevezetes zalaiak,

## Testvérvárosok
Zalaegerszeg testvérvárosai:
- Dobrics, Bulgária
- Gorizia, Olaszország
- Herszon, Ukrajna
- Klagenfurt, Ausztria
- Krosno, Lengyelország
- Kusel, Németország

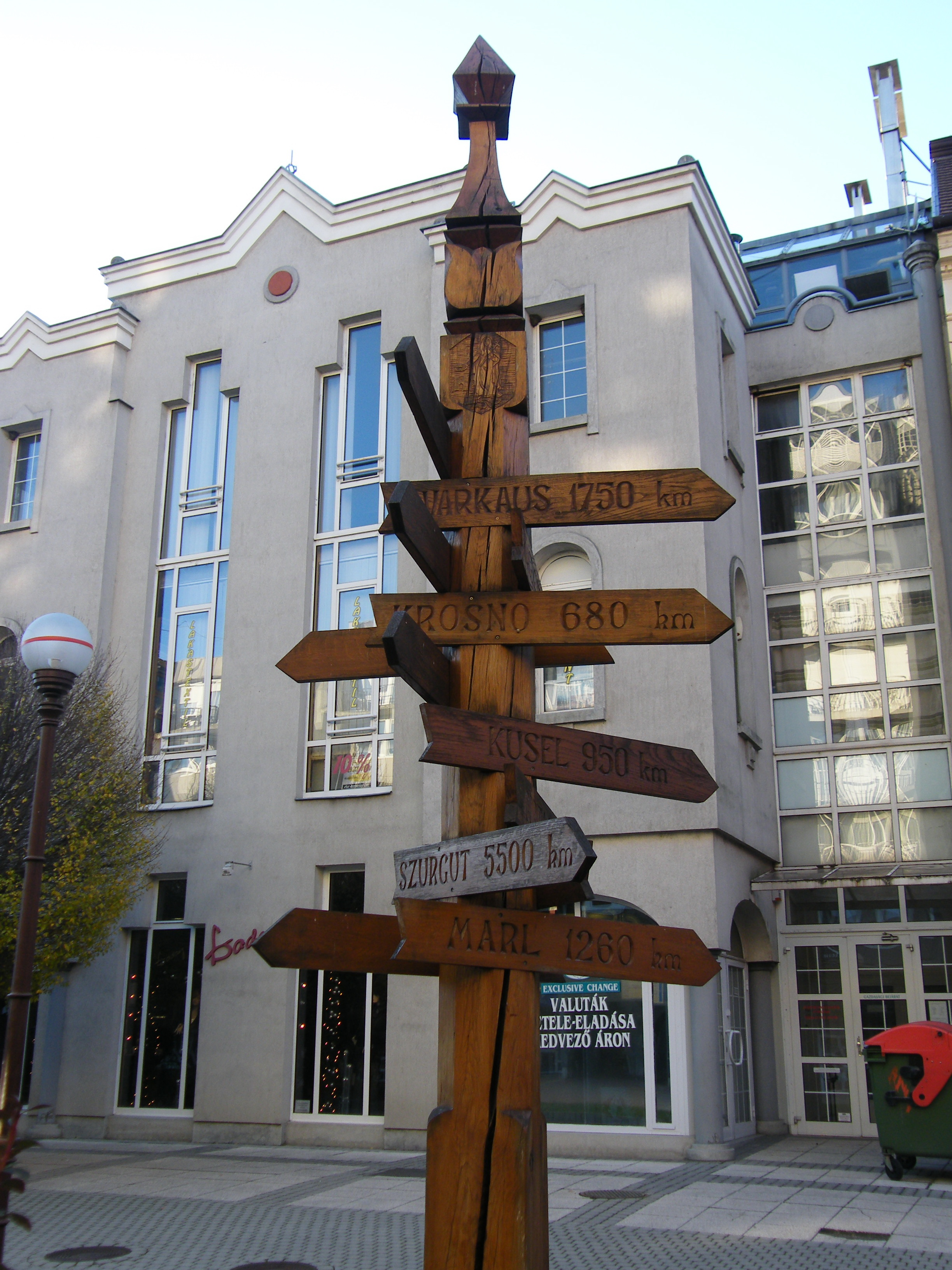
A testvérvárosokat jelző tábla az Európa téren

- Lendva (Alsólendva), Szlovénia (2006)
- Marl, Németország
- Marosvásárhely, Románia
- Szurgut, Oroszország
- Varasd, Horvátország (2006)
- Varkaus, Finnország
- Zenica, Bosznia-Hercegovina

## A település az irodalomban
- Érintőlegesen szerepel a város Bödőcs Tibor humorista első regényében, a zalai vidéki helyszínek sokaságát felvillantó Meg se kínáltak című kötetben (annak több fejezetében is).